# Saison 2013-2014 du Racing Club de Lens
Maillots
Dernière mise à jour : 17 mai 2014.
Chronologie
Saison précédente Saison suivante
La saison 2013-2014 du Racing Club de Lens, est la troisième saison consécutive du club au sein de la Ligue 2. Au terme de cet exercice, le RC Lens terminant 2e, retrouve la Ligue 1.

## Avant-saison

### Changement de présidence

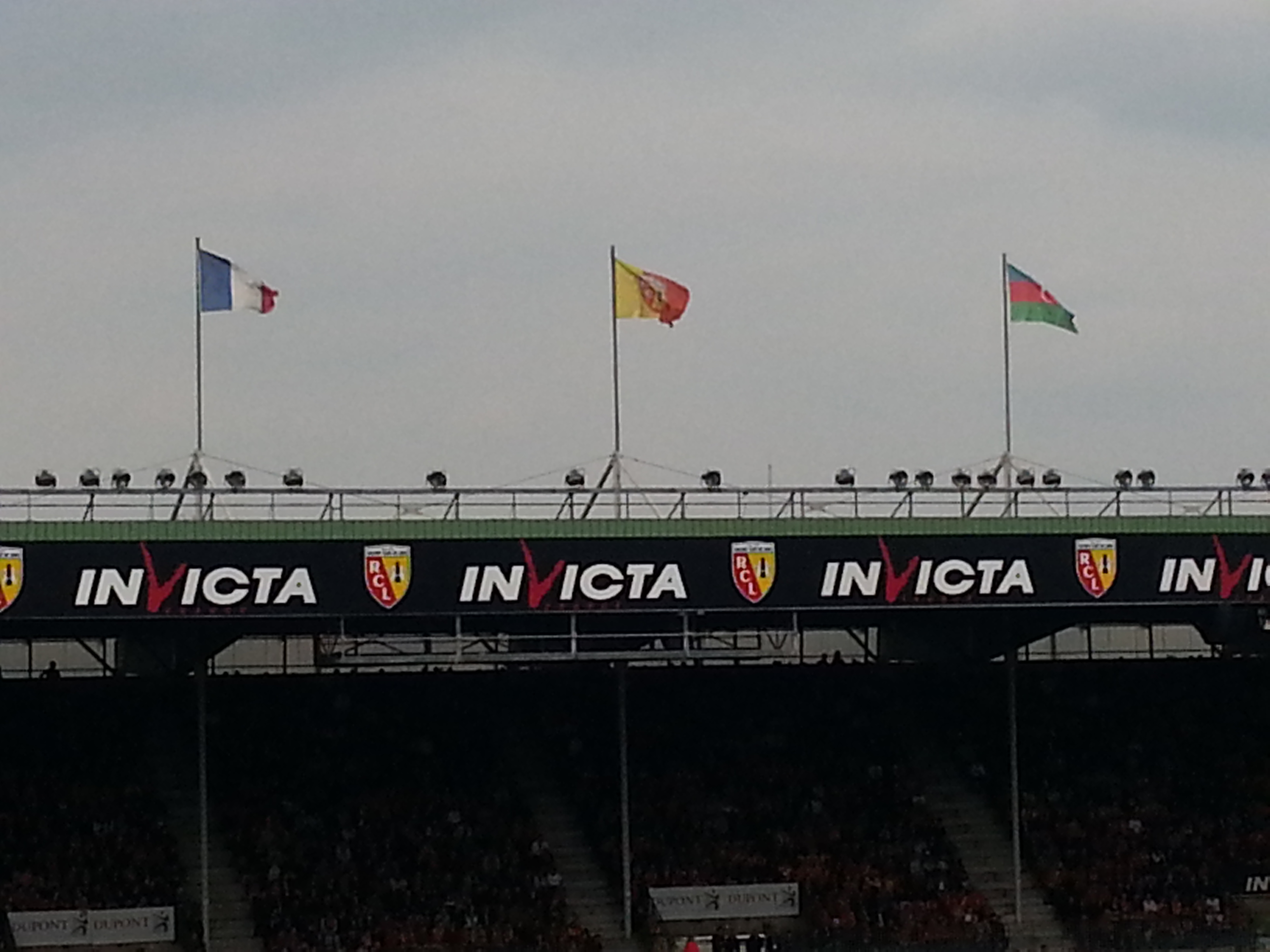
Le drapeau lensois entouré par le drapeau français (à gauche) et le drapeau azéri (à droite), pour la première fois le 17 août 2013, face à l'AJ Auxerre (4-1)

Comme la saison précédente, le RC Lens s'apprête à avoir un nouveau Président à sa tête. Le Crédit agricole Nord de France souhaitant céder ses parts d'actionnaire ultra-majoritaire, la banque entre en négociations avec deux investisseurs potentiels. Le Luxembourgeois, Mangrove Capital Partners, mené par Marc Ingla, ancien vice-président du FC Barcelone, et l'Azéri, Baghlan Group FCZO déjà propriétaire du FK Bakou, avec à sa tête Hafiz Mammadov et l'ancien Président du RC Lens, Gervais Martel, sont tous deux intéressés par le club. Le second se voit rentrer en négociations exclusives avec la banque nordiste qui finit par accepter l'offre. Cependant, lors du passage devant la DNCG, le club artésien se voit rétrograder en National le 26 juin puisque les futurs ex-propriétaires n'ont pas amené de plan financier et que les futurs acquéreurs n'ont pu représenter le club. Après appel, Gervais Martel se présente devant la commission le 4 juillet afin d'éclaircir l'avenir financier du club mais voit la décision de l'organe délibérant est mise en délibéré avant de maintenir le club en Ligue 2 cinq jours plus tard.
Le 18 juillet 2013, Gervais Martel, actionnaire à 40 % de la holding, et Hafiz Mamadov, détenant le reste, sont officiellement propriétaires du RC Lens avec une augmentation de capital de 12 millions € plus 5 millions € d'argent frais. Lors de la première conférence de presse en tant que nouveau Président, Gervais Martel annonce l'arrivée officielle d'Antoine Kombouaré à la tête de l'équipe professionnelle. L'organigramme est une nouvelle fois totalement chamboulé. Acquis de longue date, le départ de Marc Westerloppe au Paris SG, responsable de la formation pendant 11 ans, est le premier de la liste. Luc Dayan laisse son fauteuil de Président intérimaire à son prédécesseur et successeur, Gervais Martel, tout comme Jocelyn Blanchard qui récupère son poste de directeur sportif un an après l'avoir quitté au profit d'Antoine Sibierski. Serge Doré démissionne et laisse sa place de président de l'association à Jean-Pierre Defontaine, tandis que Didier Roudet et Xavier Thuilot sont nommés directeurs généraux adjoints. Dominique Regia-Corte, également speaker du stade Bollaert depuis de nombreuses années, reste en place mais sera accompagné du retour de Patrick Valcke à la direction de la communication. Pascal Plancque est confirmé dans ses fonctions de responsable du centre de formation.
Au niveau du staff technique d'Antoine Kombouaré, il sera épaulé par son fidèle adjoint Yves Bertucci tandis que Jean-Claude Nadon reste responsable des gardiens. Les préparateurs physiques seront Michel Dufour et Vincent Lannoy qui officiait déjà avec Éric Sikora, l'ancien entraîneur Sang & Or qui retourne aux manettes de la réserve lensoise. Didier Sénac quant à lui, retourne à ses anciennes fonctions de la cellule de recrutement en compagnie de Cyrille Magnier et Patrick Barul anciens joueurs du club également.

### Préparation d'avant-saison et matchs amicaux
Pour préparer la nouvelle saison, le RC Lens commence par un stage dans les montagnes savoyardes d'Albertville le vendredi 28 juin 2013. La quasi-totalité du groupe professionnel y est présente exceptés Sow, laissé au repos, Toudic, écarté de l'effectif après son retour de prêt, Bergdich parti au Real Valladolid ainsi que les jeunes Rosenfelder, Diakité et Rogie laissés libres par le club. En revanche, Mugrabi, également de retour à Lens, fait partie du voyage en compagnie du staff d'Antoine Kombouaré, absent en attendant l'officialisation de son arrivée sur le banc. Pour conclure les huit jours de stage, les Sang & Or affrontent un adversaire qu'ils retrouveront en Championnat cette saison, le Nîmes Olympique, qui aligne notamment l'ancien chouchou de Bollaert, Kovacevic. Les deux formations ne se départageront pas malgré les buts de Bela (56e) pour les Nordistes et Hsissane (78e) pour les Gardois (1-1). Les Artésiens rentrent de Savoie avec un blessé, le jeune Bourigeaud, victime d'une fracture de la clavicule peu avant la demi-heure de jeu.
De retour à Avion, le groupe continue sa préparation malgré les remous que connait le club avec le changement de propriétaire et la rétrogradation provisoire en National. Pour son deuxième match d'avant-saison, le RC Lens se déplace chez le voisin Amiens, pensionnaire de National avec un groupe rajeuni, agrémenté de l'attaquant brésilien Tássio, à l'essai. Avec de nombreux joueurs de la réserve comme Merlen, Leghait, Lavie ou Cavaré et quelques jeunes pro issus de la Gaillette comme Saint-Ruf, Guillaume, Fradj, Atrous et Cyprien, la jeune garde lensoise s'incline 0-1 dans la Somme sur un but de Marega (25e).
Quatre jours plus tard, c'est sans Tássio, non conservé après son essai, ni Coeff, transféré à l'Udinese, mais avec Touzghar, dont l'option d'achat a été levée et qui en fait la première recrue de l'intersaison et Fall, attaquant sénégalais de 21 ans mis à l'essai en provenance de Port Autonome (Ligue 1 sénégalaise), que le RC Lens s'en va défier le vice-champion de Jupiler Pro League, Zulte Waregem à Douai. C'est Yahia qui donne l'avantage aux siens à la réception d'un corner de Nomenjanahary (26e) leur permettant de rentrer aux vestiaires avec l'avantage à la marque. Juste après le repos, Hinostroza égalise (52e) mais Yahia s'offre un doublé sur coup franc à l'entrée de la surface dans la foulée (54e) avant que De Fauw ne recolle sur penalty (70e) et que Damour ne donne la victoire de justesse, 3-2, à Lens sur un but contre son camp (79e).
Entre le lendemain de la victoire face aux belges de Zulte Waregem et le match suivant face au Royal White Star Bruxelles, club de Belgacom League entraîné par l'ancien joueur, entraîneur et symbole lensois, Jean-Guy Wallemme, le club vit quatre jours mouvementés. En effet, désormais nouveau Président du RC Lens, Gervais Martel enregistre les arrivées officielles d'Antoine Kombouaré, Chavarria (ex-Anderlecht), Landre (ex-Paris SG), Ljuboja (ex-Legia Varsovie), Kantari (ex-Brest) et le prêt, sans option d'achat, de Salli (ex-Monaco). Dans le même temps, Sow et Toudic font respectivement leur valise pour Karabükspor et Zulte Waregem, tandis que les jeunes Guillaume, Bela et Gbamin signent pro pour 3 ans. Face aux RWS Bruxelles, les Artésiens s'imposent 1-0 à Saint-Omer sur un but de Touzghar (34e) pour le premier match d'Antoine Kombouaré à la tête du RCL et de Gervais Martel dans sa "nouvelle" fonction. Si les Lensois découvrent Chavarria, Salli et Kantari, ils perdent Guillaume blessé aux adducteurs et Bela qui s'est foulé le poignet.

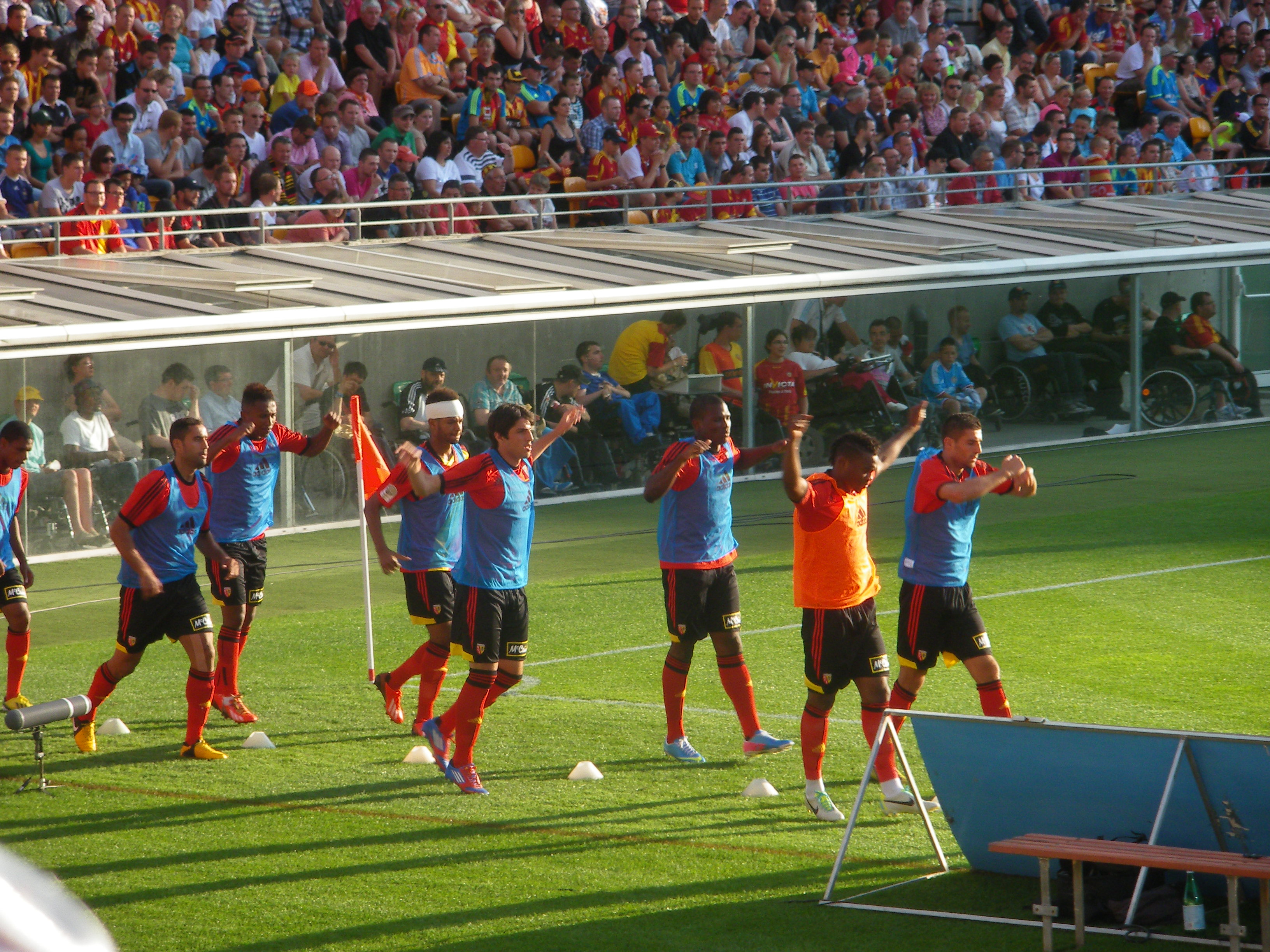
Échauffement du Racing Club de Lens avant le début du match amical face à l'Olympique de Marseille au Stade Bollaert-Delelis.

Après Tássio et Fall, c'est au tour de Coulibaly, meilleur buteur du Championnat hongrois en 2012 (20 buts) et 2013 (18 buts) avec Debrecen, d'être essayé au poste d'attaquant. Tandis que le tout récent gardien Champion du Monde des moins 20 ans, Areola, est prêté sans option d'achat, par le PSG à Lens pour gagner du temps de jeu, Mugrabi qui semblait s'intégrer à l'effectif, rompt son contrat par consentement mutuel. Pour son premier gros test d'avant-saison le 24 juillet, le Racing accueille le dauphin de Paris lors du dernier exercice au Stade Bollaert-Delelis, l'Olympique de Marseille. Pour l'événement, le stade compte près de 28 000 spectateurs qui verront l'ensemble des recrues hormis le jeune gardien, trop juste après son retour de vacances. Malgré de belles séquences avec notamment Coulibaly qui se démène sur le front de l'attaque et Riou, stimulé par la concurrence, qui sauve les siens à plusieurs reprises, l'OM fait respecter la hiérarchie grâce à petit but de Sougou (71e) même si la défaite 0-1 laisse entrevoir de belles promesses.
Prometteur, Coulibaly voit son essai prolongé par le staff afin de confirmer les impressions laissées lors du dernier match. De son côté, Plumain, absent de la Gaillette depuis le 8 juillet, s'engage en faveur de Fulham alors qu'il est toujours sous contrat avec son club formateur. Pour son dernier match de préparation, les Nordistes sont opposés au Royal Charleroi SC à Arras. En bon capitaine, Le Moigne montre la voie (9e) avant que les siens ne se fassent surprendre à deux reprises par Thiaré (23e et 35e). Au retour des vestiaires, l'entrée de Coulibaly fait la différence puisque l'attaquant obtient un coup franc à l'entrée de la surface que Yahia va se charger de transformer (48e) pour son troisième but de la préparation qui en fait le meilleur buteur d'avant-saison du club. Cinq minutes plus tard, l'avant-centre d'origine ivoirienne va définitivement se mettre le public lensois dans la poche en reprenant de la tête un corner frappé par Valdivia (53e) juste avant d'être à l'origine du but de Salli (90+3e) pour une victoire aisée 4-2. C'est après cette démonstration que Coulibaly s'engagera en faveur des Artésiens pour deux saisons.
Le 6 septembre, pour combler la trêve internationale, Antoine Kombouaré décide de jouer contre une équipe d'un pays qui lui a très bien réussi cet été, le RAEC Mons, pensionnaire Jupiler Pro League. Sans Kantari et Touzghar blessés, Valdivia en phase de reprise et Areola, Landre et Gbamin en sélections, l'entraîneur du RC Lens en profite pour donner du temps de jeu aux autres joueurs de l'effectif. Dans un match pauvre en occasions, il faut attendre la seconde période pour voir Ljuboja décaler Salli dont la frappe contrée revient sur N'Diaye, à la lutte avec un défenseur, qui parvient à tromper le gardien (54e). Les Sang & Or gardent leur bon rythme et s'imposent 1-0.
Une fois la saison terminée, le Racing Club de Lens part en Espagne, à Marbella, pour un stage de cinq jours commençant le 19 mai. Un match amical est prévu contre une équipe portugaise de D2, l'Atlético Clube de Portugal,. Avec beaucoup de joueurs qui ont manqué de temps de jeu ou même pas du tout joué de la saison comme Atrous, Bonne, Ducasse ou Boulenger, le RC Lens étrille les lusitaniens qui viennent d'être relégués en D3 grâce à des doublés de Chavarria et Coulibaly et un but de Ducasse. 0-5, le score est large pour la dernière avant quatre semaines et demi de vacances.

## Transferts

### Mercato d'été
| Départ/Arrivée        | Type de transfert      | Date                  | Prix    | Durée | Nom                       | Provenance / Destination |
| --------------------- | ---------------------- | --------------------- | ------- | ----- | ------------------------- | ------------------------ |
| Arrivées              | Transfert définitif    | 25 juin               | Libre   | 3 ans | Antoine Kombouaré (entr.) | –                        |
| Arrivées              | Transfert définitif    | 26 juin               | 0,5 M€  | 3 ans | Yoann Touzghar            | Amiens SC (D3)           |
| Arrivées              | Retour de prêt         | 30 juin               | –       | –     | Firas Mugrabi             | Maccabi Netanya (D1)     |
| Arrivées              | Retour de prêt         | 30 juin               | –       | –     | Julien Toudic             | Stade de Reims (D1)      |
| Arrivées              | Transfert définitif    | 17 juillet            | 1 M€    | 3 ans | Pablo Chavarría           | RSC Anderlecht (D1)      |
| Arrivées              | Transfert définitif    | 18 juillet            | Libre   | 3 ans | Loïck Landre              | Paris SG (D1)            |
| Arrivées              | Transfert définitif    | 19 juillet            | Libre   | 1 an  | Danijel Ljuboja           | Legia Varsovie (D1)      |
| Arrivées              | Transfert définitif    | 19 juillet            | Libre   | 2 ans | Ahmed Kantari             | Stade brestois (D2)      |
| Arrivées              | Prêt                   | 23 juillet            | –       | 1 an  | Edgar Salli               | AS Monaco FC (D1)        |
| Arrivées              | Prêt                   | 23 juillet            | –       | 1 an  | Alphonse Areola           | Paris SG (D1)            |
| Arrivées              | Transfert définitif    | 29 juillet            | Libre   | 2 ans | Adamo Coulibaly           | Debrecen VSC (D1)        |
| Arrivées              | Transfert définitif    | 31 août               | Libre   | 1 an  | Benjamin Boulenger        | US Boulogne CO (D3)      |
| Total (12 mouvements) | Total (12 mouvements)  | Total (12 mouvements) | 1,5 M€  |       |                           |                          |
| Départs               | Transfert définitif    | 25 juin               | –       | 1 an  | Éric Sikora (entr.)       | RC Lens (rés.) (D4)      |
| Départs               | Transfert définitif    | 26 juin               | 0,75 M€ | 3 ans | Zakarya Bergdich          | Real Valladolid (D1)     |
| Départs               | Fin de contrat         | 30 juin               | Libre   | 1 an  | Adama Diakité             | SV Sandhausen (D2)       |
| Départs               | Fin de contrat         | 30 juin               | Libre   | –     | Anthony Rogie             | US Quevilly (D4)         |
| Départs               | Fin de contrat         | 30 juin               | Libre   | 1 an  | Yohan Demont              | RC Lens (rés.) (D4)      |
| Départs               | Transfert définitif    | 13 juillet            | 1 M€    | 5 ans | Alexandre Coeff           | Udinese Calcio (D1)      |
| Départs               | Transfert définitif    | 17 juillet            | Libre   | 3 ans | Samba Sow                 | Karabükspor (D1)         |
| Départs               | Transfert définitif    | 20 juillet            | Libre   | 2 ans | Julien Toudic             | SV Zulte Waregem (D1)    |
| Départs               | Résiliation de contrat | 24 juillet            | Libre   | ?     | Firas Mugrabi             | Hapoël Bnei Sakhnin (D1) |
| Total (9 mouvements)  | Total (9 mouvements)   | Total (9 mouvements)  | 1,75 M€ |       |                           |                          |

### Mercato d'hiver
| Départ/Arrivée       | Type de transfert    | Date                 | Prix  | Durée   | Nom                  | Provenance / Destination |
| -------------------- | -------------------- | -------------------- | ----- | ------- | -------------------- | ------------------------ |
| Arrivées             | Prêt                 | 20 janvier           | Prêt  | 6 mois  | Marcel Tisserand     | AS Monaco FC (D1)        |
| Arrivées             | Transfert définitif  | 22 janvier           | -     | 1,5 an  | Alharbi El Jadeyaoui | SCO Angers (D2)          |
| Total (2 mouvements) | Total (2 mouvements) | Total (2 mouvements) | 0 €   |         |                      |                          |
| Départ               | Transfert définitif  | 6 janvier            |       | 3 ans   | Ange-Freddy Plumain  | Fulham FC (D1)           |
| Départ               | Transfert définitif  | 22 janvier           | Libre | 2,5 ans | Jérémie Bela         | Dijon FCO (D2)           |
| Départ               | Transfert définitif  | 28 janvier           | -     | 2,5 ans | Nicolas Saint-Ruf    | Montpellier HSC (D1)     |
| Total (2 mouvements) | Total (2 mouvements) | Total (2 mouvements) | 0 €   |         |                      |                          |

### Premières signatures de contrat professionnel
| Date    | Durée | Nom                  |
| ------- | ----- | -------------------- |
| 25 août | 3 ans | Baptiste Guillaume   |
| 25 août | 3 ans | Jean-Philippe Gbamin |
| 25 août | 3 ans | Jérémie Bela         |

| Date        | Durée      | Nom                 |
| ----------- | ---------- | ------------------- |
| 2 octobre   | 3 ans (+1) | Wylan Cyprien       |
| 10 octobre  | 3 ans      | Dimitri Cavaré      |
| 10 octobre  | 2 ans      | Boubacar Sylla      |
| 13 décembre | 3 ans (+1) | Benjamin Bourigeaud |

## Compétitions

### Ligue 2

#### Journées 1 à 5
Le 4 août 2014, le RC Lens commence officiellement sa saison par un match à domicile face à un promu, le CA Bastia. C'est avec une équipe largement remaniée pendant l'intersaison que le Racing commence le match. La première mi-temps est dominée par les locaux, qui touchent le poteau par Ljuboja. Il faut néanmoins attendre le retour des vestiaires pour voir les Lensois marquer. Touzghar obtient un penalty à la 51e minute que transforme Ljuboja, désigné tireur en lieu et place de Valdivia. Qualifié de favori par la plupart des médias, Lens obtient le résultat attendu en s'imposant 1-0.
C'est en Bourgogne que le RC Lens effectue son premier déplacement en Championnat, à Dijon. Logiquement, les Bourguignons finissent par trouver la faille au quart d'heure de jeu. À la suite d'un dédoublement entre Guerbert et Bérenguer, ce dernier voit sa frappe déviée par le retour de Yahia, lober Areola (17e). Ce but a le mérite de réveiller les Nordistes qui finiront par revenir au score grâce à l'apport offensif de Baal. L'arrière gauche poursuit son effort après son centre et profite d'un cafouillage dans la défense adverse pour récupérer le cuir et le glisser à Chavarria. Esseulé au second poteau, l'Argentin égalise juste avant la pause (45e). La seconde période est beaucoup plus équilibrée mais aucune des deux équipes ne parvient à faire la différence et se séparent donc avec un point chacune sur le score de 1-1.

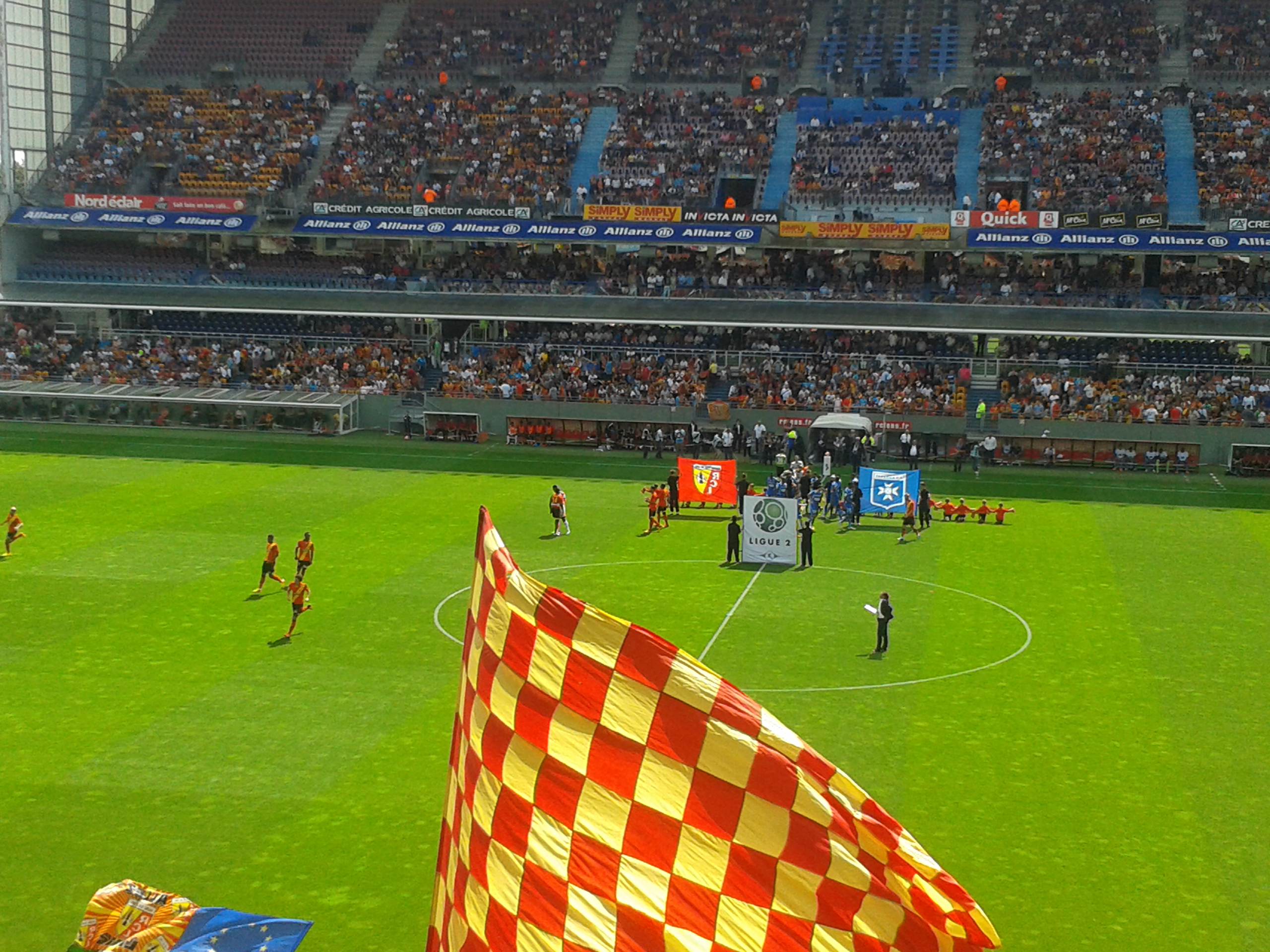
Entrée des joueurs sur la pelouse avant la rencontre entre le RC Lens et l'AJ Auxerre.

Une semaine après s'être déplacé en Bourgogne, c'est la Bourgogne qui vient à Lens avec la réception d'Auxerre et de son capitaine Coulibaly, lensois pendant 9 saisons. Les joueurs de Kombouaré sont surpris d'entrée de jeu avec un coup franc d'Aït Ben Idir aux abords de la surface de réparation qui traverse la défense et trompe Areola avec l'aide du poteau (7e). Ce but a le don de réveiller les Nordistes qui égalisent cinq minutes plus tard par l'intermédiaire de Touzghar, bien lancé par Cyprien, qui bat Sorin de près (13e). Sur un contre, Ljuboja dépose le ballon au second poteau pour la tête de Chavarria qui donne l'avantage aux locaux (20e). Galvanisé, le RC Lens enfonce le clou. À la suite d'un coup franc de Cyprien, la tête de Le Moigne heurte le poteau mais Ljuboja a bien suivi et pousse le cuir au fond des filets (26e). Si le poteau l'a aidé en début de rencontre, Aït Ben Idir voit ce même poteau sortir son coup franc juste avant la mi-temps. De retour des vestiaires, Lens est une nouvelle fois sauvé par son poteau sur la frappe de Kitambala après un nouveau service de l'insaisissable Ntep. Alors dominés depuis le début de la seconde période, les protégés de Kombouaré vont inscrire un dernier but à la suite d'un excellent débordement du jeune Cavaré, qui, pour son premier match en pro, sert Chavarria dont le tir contré par l'ancien lensois, Coulibaly, lobe le portier bourguignon pour s'offrir un doublé (74e). C'est donc devant près de 30 000 spectateurs en plein mois d'août que le RC Lens reprend sa marche en avant en écrasant Auxerre 4-1.
Au moment de se rendre chez la lanterne rouge, le Stade lavallois, défait lors des trois journées précédentes, le Racing a l'occasion de prendre les rênes de la Ligue 2 en cas de victoire en clôture de cette 4e journée. Rapidement les Lensois se mettent en évidence et Ljuboja voit sa frappe repoussée par la barre transversale. Bekamenga lui répond en faisant trembler les montants d'Areola. Arrive alors le premier tournant du match : Echappant à la défense, Touzghar est accroché par Couturier en position de dernier défenseur. L'arbitre n'hésite pas et brandi le carton rouge au défenseur lavallois (36e). Peu après la reprise, survient le second tournant de la rencontre: Belaud est l'auteur d'un tacle les deux pieds décollés sur Cyprien et voit l'arbitre lui indiquer la direction des vestiaires, laissant ses coéquipiers à neuf (56e). Les joueurs se crispent et il faut attendre la fin du match et une tête de Yahia sur un corner de Nomenjanahary pour tromper la vigilance de Vanhamel (84e). Libérés, les Lensois inscrivent le but du K.O par l'intermédiaire de Salli qui vient crucifier Vanhamel de près, à la suite d'un bon service de Coulibaly (90+2e). Avec cette victoire 0-2, le RC Lens monte sur la plus haute marche du podium avant de se tourner vers la Coupe de la Ligue et un déplacement à Créteil.

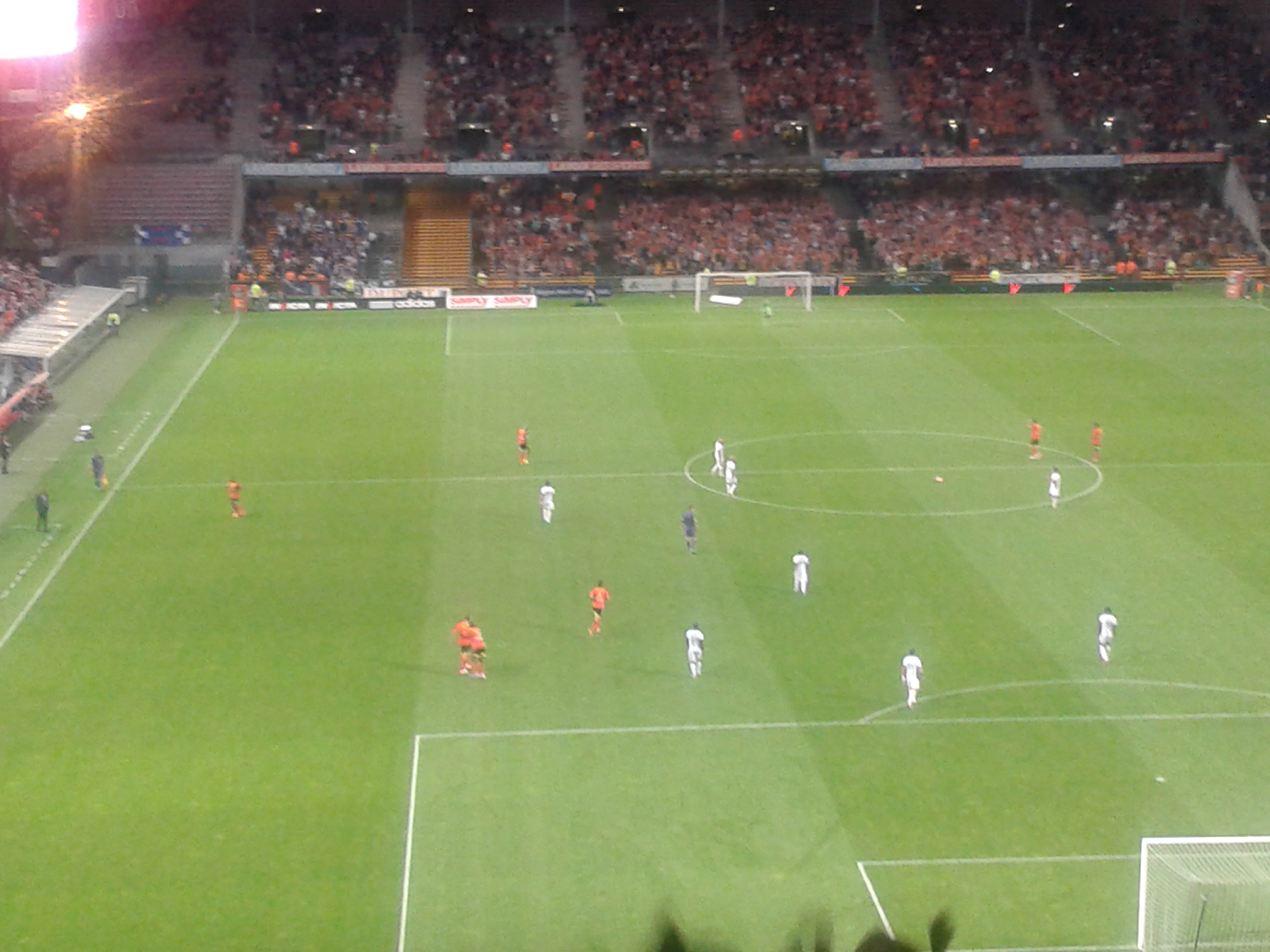
Joie des Lensois après le but de Coulibaly contre Troyes.

Pour son dernier match du mois d'août, le RC Lens affronte le relégué troyen qui aspire à retrouver l'élite à la fin de la saison. En première période, le gardien troyen, Petric, et son homologue lensois, Areola, préservent leurs cages inviolées. Si les visiteurs prennent quelque peu l'ascendant, les locaux ne passent pas loin de l'ouverture du score. Comme la semaine précédente face à Laval, Ljuboja va trouver la barre transversale adverse après un bon travail de récupération mais l'arbitre signale une faute de l'attaquant. Après la pause, Lens accélère. Ljuboja déborde sur la droite et se remet sur son pied gauche pour trouver Coulibaly dont la tête lobe Petric pour l'ouverture du score et le seul but du match (57e). Après cette victoire 1-0 sur Troyes devant plus de 30 000 spectateurs, les Sang & Or, qui possèdent la meilleure défense (2 buts encaissés en 5 rencontres), terminent le mois d'août en étant invaincu en Championnat (4 victoires et 1 nul) et restent en tête du classement devant Angers grâce à une meilleure différence de buts (+7 contre +6 pour les Angevins).

#### Journées 6 à 9
Après la trêve internationale, c'est sans Yahia, suspendu, Valdivia et Areola, blessés et sur le banc, que Lens se rend en terres havraises : la plus mauvaise attaque de Ligue 2 contre la meilleure attaque. Offensivement, les Lensois entrent idéalement dans la partie. À la suite d'un mauvais dégagement de la défense havraise après une belle parade de Boucher sur la frappe de Cyprien, Coulibaly récupère et décalle Chavarria sur la droite, dont la frappe est repoussée par un défenseur sur sa ligne. Le ballon revient sur l'Argentin qui crochète deux défenseurs avant de marquer du gauche (4e). Les locaux réagissent immédiatement et égalisent à la suite d'une belle combinaison entre Dingomé et Mesloub. Ce dernier déborde et pique son ballon au-dessus de la sortie de Riou qui voit Rivière se jeter pour égaliser malgré le retour de Baal (9e). Le RC Lens a pris un coup derrière la tête et Bonnet trouve la barre. Le Havre fait le siège du but Sang & Or et Mesloub, lancé dans la profondeur, reprend de volée depuis l'entrée de la surface et voit Riou commettre une faute de main pour prendre les devants (22e). Trois minutes plus tard, Marhez reprend, entre trois défenseurs, un centre venu de la gauche et creuse l'écart (26e). Le RC Lens a la tête sous l'eau et encaisse un quatrième but à la demi-heure de jeu. Rivière trouve Bonnet dans le dos de Landre. Son centre au deuxième poteau est repris par Mesloub qui conclut ce jeu en triangle par un doublé (32e). Au retour des vestiaires, Lens se montre plus solide mais peu après l'heure de jeu, Sao prend le meilleur sur Kantari et repique au point de penalty pour placer le ballon sous Riou qui prend l'eau, 5-1 (63e). Lens réagit à l'orgueil et Ljuboja est trouvé dans la surface et utilise son corps pour contrôler puis battre Boucher (67e). Malgré ce but, la défense de Kombouaré se montre une nouvelle fois fébrile lorsque Sao récupère un ballon le long de la ligne de but et sert Bonnet dans le coin gauche de la surface. Pas attaqué, il enroule sa frappe et bat Riou (73e). Le match se solde donc sur ce score de tennis, 6-2, pour la première défaite en Championnat des Artésiens cette saison qui perdent une place au classement.
Au moment de recevoir Créteil, le RC Lens a deux missions: Faire oublier le 6-2 encaissé au Havre la semaine passée, mais aussi l'élimination au 2e tour de la Coupe de la Ligue à Bollaert face à ces mêmes Cristolliens. Pour corriger le tir, les Sang & Or attaquent d'entrée. Sur un long ballon de Baal, Diedhiou met en retrait à son gardien, qui, sous la pression de Coulibaly, manque son contrôle et voit le no 9 lensois pousser le cuir au fond des filets (26e). Peu avant la mi-temps, Créteil profite de la fébrilité défensive des locaux pour égaliser grâce à une tête de Andriatsima, seul dans la surface, à la suite d'un coup de Lesage (43e). En seconde période, les joueurs d'Antoine Kombouaré dominent de la tête et des épaules et continuent à pousser pour marquer le but vainqueur mais le score n'évoluera plus. Malgré une nette domination et un match pourtant bien maitrisé, les Lensois perdent leurs premiers points à domicile cette saison et ne parviennent pas à faire mieux que 1-1 face au promu cristollien profitant à Angers qui prend 2 points d'avance sur eux.
Trois jours après le nul 1-1 contre Créteil, le RC Lens se déplace à Tours en match avancé de la 8e journée de Ligue 2. Si les deux équipes s'observent pendant la première demi-heure, c'est Tours qui prend les devants. Sur un long ballon, Kouakou, à l'entrée de la surface, prolonge de la tête pour Delort, étrangement seul, qui contrôle et trompe Areola d'un puissant extérieur du pied droit (30e). Si Lens tente de réagir, ce sont les locaux qui vont enfoncer le clou. Après une contre-attaque artésienne avortée, Ketkeophomphone récupère dans le rond central et lance en profondeur Delort. L'attaquant profite du mauvais alignement de la défense lensoise pour aller défier Areola et s'offrir un doublé dans le temps additionnel de la première période (45+3e). Les débats s'équilibrent après la pause et les Sang & Or en profitent pour réduire le score par l'intermédiaire de leur capitaine, Le Moigne, dont la splendide frappe de l'extérieur aux vingt mètres bat Leroy (65e). Lens continue de pousser et Diaz écope d'un second carton jaune en cinq minutes synonyme d'expulsion (69e). En infériorité numérique, les Tourangeaux font bloc et obtiennent un penalty consécutif à une faute de Gbamin prit de vitesse par Adnane qui se fait justice lui-même (78e). Les hommes du Président Martel continuent d'y croire et Nomenjanahary voit sa reprise de volée s'écraser sur la transversale adverse. Les Nordistes alignent donc un troisième résultat décevant avec cette défaite 3-1 face à Tours et se retrouvent au pied du podium.
Après trois matchs consécutifs sans victoire, le RC Lens, 9e avant de jouer, reçoit le FC Metz, 4e au coup d'envoi. Lens est surpris d'entrée par son adversaire. L'ouverture de Fauvergue trouve Sakho dont le contrôle parfait en extension à l'entrée de la surface lui permet de pousser le ballon du pointu sous Areola, sorti à sa rencontre (8e). À la demi-heure de jeu, Marchal et Touzghar se télescopent obligeant le capitaine des Grenats à se faire remplacer. Cet incident déstabilise les visiteurs au moment où Lens prend les choses en main et trouve la faille sur le même type d'action que l'ouverture du score messine. Touzghar, parti dans le dos de la défense, réalise un magnifique contrôle en extension sur un long ballon de Yahia avant de le glisser sous Carrasso (37e). Aux retour des vestiaires, les Sang & Or prennent les devants. À 30 mètres, Salli envoie son coup franc en plein cœur de la surface et Gbamin, qui a remplacé Landre, blessé, à la mi-temps, profite de la passivité défensive des hommes d'Albert Cartier pour couper la trajectoire du ballon au point de penalty et inscrire son premier but en pro (50e). Metz se réveille et revient dans la partie à l'heure de jeu. Sur un ballon perdu au milieu de terrain, Bussmann est trouvé sur la gauche et adresse un long centre au deuxième poteau où Lejeune déboule et croise sa tête pour battre Areola (61e). Les joueurs d'Antoine Kombouaré ne veulent pas décevoir leurs supporters une nouvelle fois et parviennent à reprendre l'avantage. Salli est lancé sur la gauche, puis crochète pour se remettre sur son pied droit afin de servir Chavarria en pleine course dont la frappe déviée par Bussmann prend Carrasso à contrepied (69e). Les Messins, venus pour prendre au moins le point du nul, ne sont pas loin de réussir leur coup. À la suite d'un coup franc mal dégagé, Fauvergue récupère sur le côté droit de la surface et envoie le ballon aux six mètres où Bussmann, une nouvelle fois malheureux, expédie le cuir sur la barre. Face à un concurrent direct à la montée, le RC Lens repasse 2e avec cette courte et difficile victoire 3-2 sur Metz.

#### Journées 10 à 12
En clôture de la 10e journée, le RC Lens se déplace chez l'AC Arles-Avignon avec la possibilité de reprendre la tête de la Ligue 2 avant la trêve internationale. Une nouvelle fois, Areola fait valoir ses réflexes à plusieurs reprises, puis c'est le gardien avignonnais Butelle qui se met en évidence dans une première mi-temps sans but. Bousculés par les Arlésiens, Lens revient en seconde période avec de meilleures intentions en seconde période et ouvre logiquement le score. Ljuboja est trouvé sur une touche et parvient à talonner astucieusement pour Salli. Le Camerounais lance Touzghar qui parvient, malgré la sortie de Butelle, à piquer son ballon vers le deuxième poteau où Chavarria marque de la tête (57e). Comme à leurs habitudes, les Lensois reculent après leur but. Sur une énième erreur de placement défensif, Cantini, étrangement seul, est trouvé sur la droite. Il parvient à déborder et centre au point de penalty où Dalé reprend le ballon pour tromper Areola (71e). Plus rien ne sera marqué et les Sang & Or parviennent à stopper l'hémorragie à l'extérieur après deux claques mais manquent la plus haute marche du podium et devront se contenter de la 3e pendant deux semaines après ce nul 1-1 face à Arles-Avignon.
Angers, leader, ayant gagné la veille (2-0) et Metz jouant le lundi, Lens est dans l'obligation de l'emporter face à Nîmes pour continuer à mettre la pression sur les Angevins et tenter de distancer les Messins. L'occasion de voir Kovacevic, l'ancien chouchou des supporters, revenir à Bollaert. Après un premier quart d'heure d'observation, les locaux décident de passer à l'offensive. Dans un match qui voit les Nîmois mettre en danger les locaux à plusieurs reprises sans en être récompensé, il faut attendre cinq minutes avant la fin du match pour voir les Lensois marquer. Bouby surprend tout le monde en envoyant un ballon en cloche vers son gardien depuis le rond central qui profite à Coulibaly. L'attaquant file seul vers le but et trompe Merville d'un plat du pied droit dans le petit filet opposé (84e). Les hommes d'Antoine Kombouaré se font peur jusqu'au bout mais Areola sauve une nouvelle fois les siens. Malmené, le RC Lens parvient à empocher le gain du match face à Nîmes sur le plus petit des écarts, 1-0, et continue à mettre la pression sur le leader du Championnat, Angers.
Après le choc entre Angers, 1er, et Metz, 2e, remporté par ce dernier qui en a profité pour prendre les rênes de la Ligue 2 chez lui vendredi, le RC Lens entame un déplacement périlleux à Clermont avec l'objectif de rejoindre les Lorrains sur la plus haute marche du podium. Dans un match tendu où les esprits s'échauffent à l'image de Salli et Lippini tous deux avertis ou encore Coulibaly et Farnolle, pas loin de déclencher une bagarre générale, aucune des deux équipes n'arrivent à trouver la faille. Pour la première fois de la saison, le RC Lens ne trouve pas le chemin des filets au cours d'un match et ce 0-0 à Clermont a pour conséquence de laisser les hommes d'Antoine Kombouaré au pied du podium à égalité avec Angers et Tours et à 2 points du nouveau leader, le FC Metz.

#### Journées 13 à 16

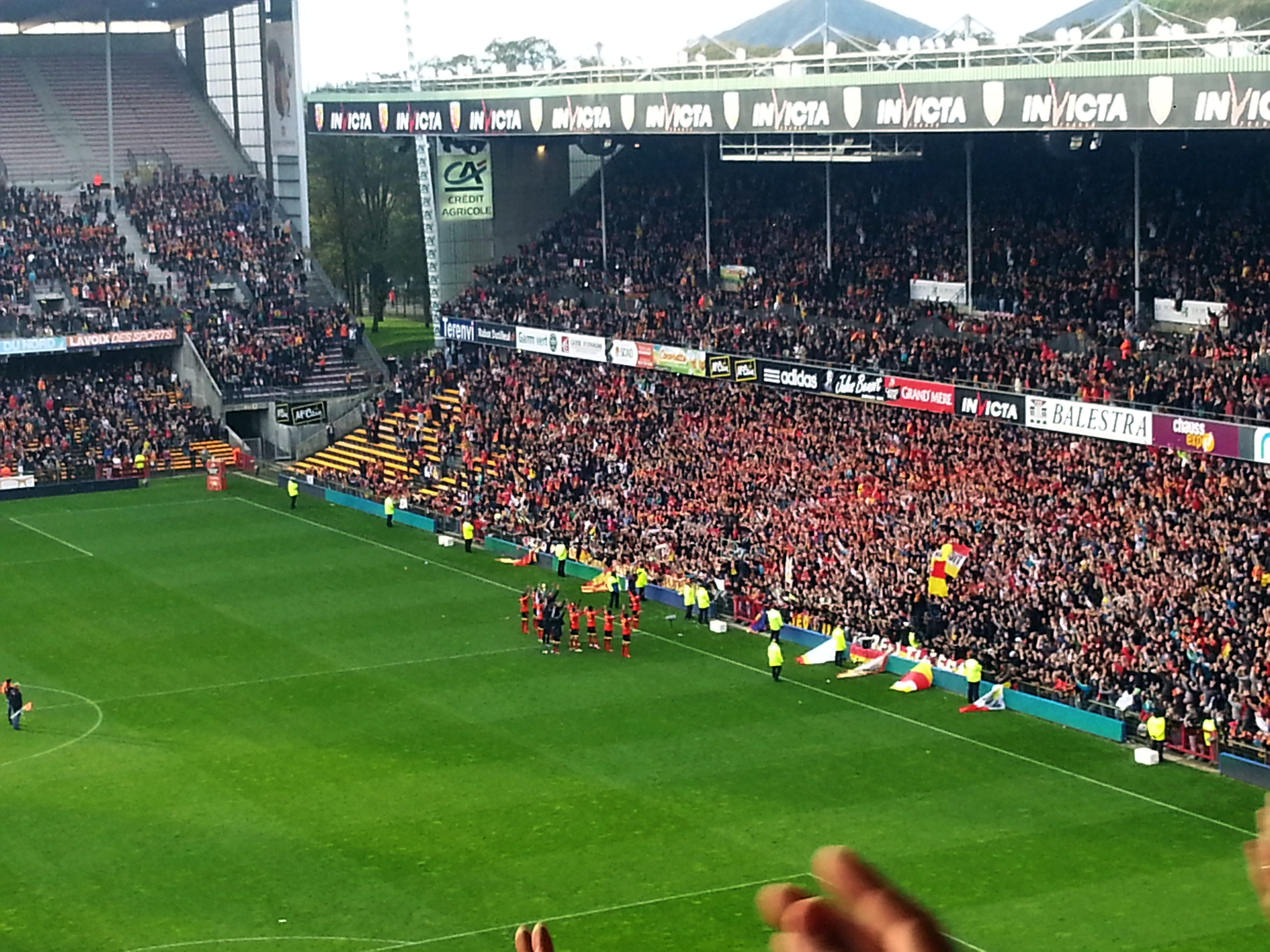
La communion entre les joueurs du RC Lens et son public (31293 spectateurs présents) après la victoire contre Caen (2-1)

La course entre Messins, Angevins et Lensois se poursuit puisque les deux premiers se sont imposés au moment où Lens reçoit Caen qui reste en embuscade pour la montée. Devant plus de 31 000 spectateurs un samedi après-midi, les Nordistes prennent l'ascendant d'entrée. Sur un service de Valdivia, Chavarria s'efface au profit de Cyprien, seul sur la droite de la surface, qui contrôle et bat Perquis avec l'aide du poteau pour son premier but en professionnel (2e). Lens creuse l'écart au quart d'heure de jeu. À la suite d'un beau travail de Salli, Coulibaly lance Valdivia sur la gauche dont le centre trouve la tête plongeante de Chavarria seul au deuxième poteau (15e). La rencontre tourne court pour le meilleur lensois de ce début de match puisqu'après un tacle par derrière plus maladroit que méchant sur Fajr, Valdivia se voit directement indiquer le chemin des vestiaires, laissant ses coéquipiers à dix pendant une heure. En deuxième période, Lens se relâche et la domination caennaise est récompensée lorsque Montaroup déborde à gauche et centre Autret. Ce dernier manque le ballon mais pas Duhamel qui a bien suivi pour marquer au deuxième poteau (85e). Les locaux ne prennent pas de risque et contrôlent la fin de la rencontre, ce qui a le don d'agacer Agouazi qui est averti avant de se faire exclure pour un tacle en retard sur Cyprien au bout du temps additionnel (90+4e). Avec ce succès 2-1, le RC Lens retrouve le podium, recolle Angers et restent à deux points du leader, Metz.
Privé de nombreux titulaires comme Valdivia et Salli suspendus, ou Yahia, Touzghar et Ljuboja blessés, c'est donc avec une équipe fortement remaniée que le RC Lens se déplace à Niort, invaincu à domicile, en clôture de la 14e journée. Si les Lensois ont ouvert le score dans les premières minutes la semaine précédente, ils connaissent à leur tour cette mésaventure. Ducasse rate sa passe en retrait et trouve Sala qui résiste aux retours de Kantari et Gbamin avant de piquer son ballon au-dessus d'Areola (3e). Les Nordistes ne parviennent pas à frapper au but et rentrent aux vestiaires en étant mené d'un but. Le scénario de la première période se répète dès le début de la deuxième mi-temps, Sala remise sur Diaw qui sert Roye avant que celui-ci ne pique son ballon au-dessus de la défense pour retrouver Sala. L'attaquant reprend de l'extérieur du droit pour battre Areola pour la deuxième fois de la partie (51e). Malgré la domination locale, ce sont les Sang & Or qui réduisent la marque. N'Diaye lance Coulibaly qui est repris de justesse. Le ballon revient sur Boulenger, sur le terrain depuis quelques secondes pour son premier match en pro, qui reprend sans contrôle et place le ballon au ras du poteau droit de Delecroix, impuissant (80e). Revigoré, les joueurs d'Antoine Kombouaré égalisent dans le temps additionnel. Le coup franc de Bourigeaud, dont c'est lui aussi le premier match en pro, trouve Le Moigne puis Bong et revient sur Kantari qui décoche une magnifique volée du gauche qui se loge sous la barre de Delecroix (90+1re). Avec ce nul, 2-2, inespéré, le RC Lens accuse deux points de retard sur Angers et quatre sur Metz.

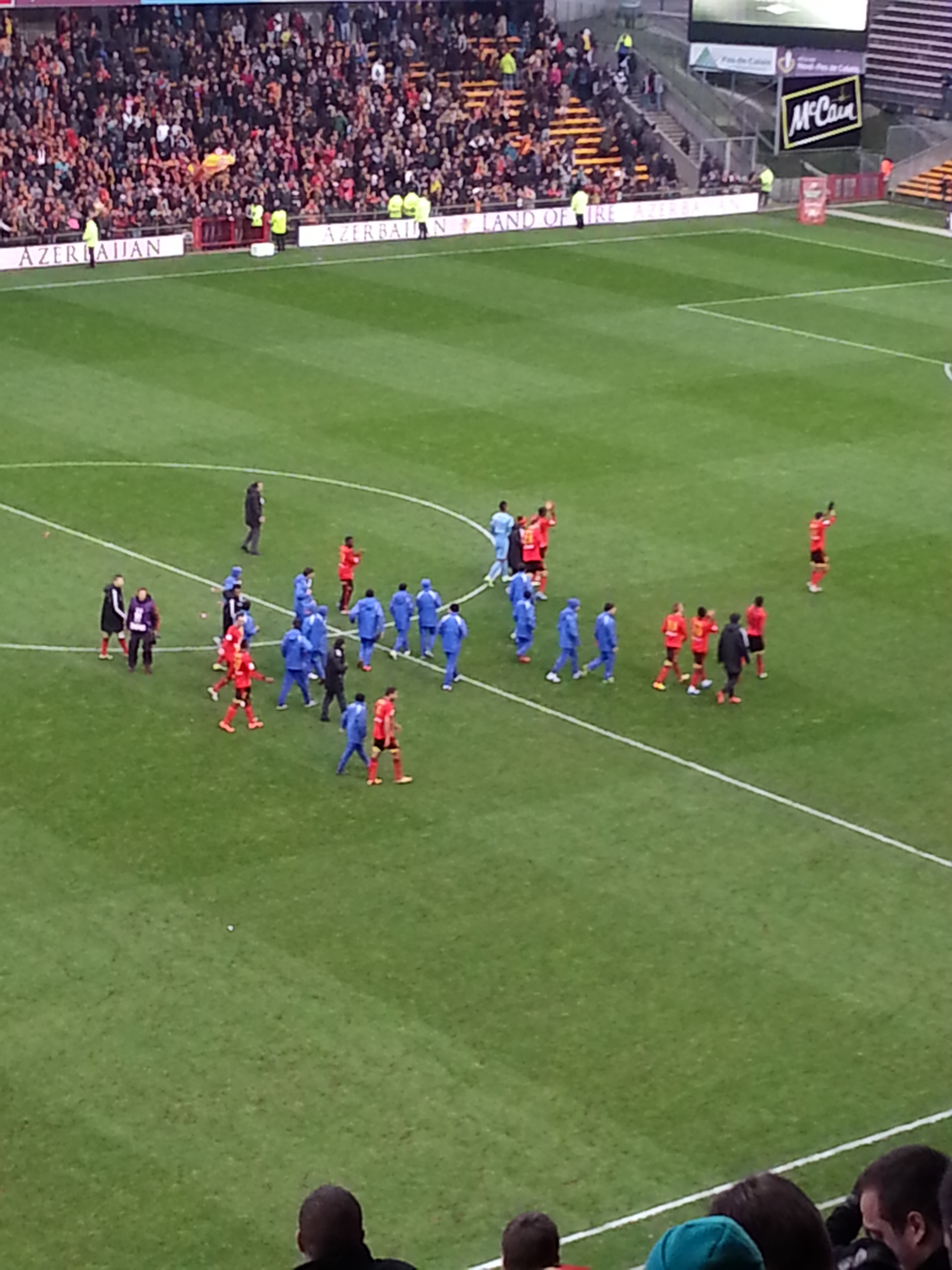
Les jeunes du FK Bakou avec les Lensois à la fin du match contre Châteauroux (2-0) où ils étaient ramasseurs de balles

C'est sous les yeux de Hafiz Mammadov, propriétaire du club pour la première fois présent au Stade Bollaert-Delelis, que le RC Lens reçoit La Berrichonne de Châteauroux, relégable et entraînée par Jean-Louis Garcia, licencié du club nordiste il y a un peu plus d'un an. L'occasion est belle puisqu'avec la défaite d'Angers la veille, Lens peut lui passer devant et ne pas laisser Metz prendre ses distances. Les Sang & Or dominent outrageusement mais le poteau sauve les visiteurs sur une tête de Chavarria consécutive à un centre de Ljuboja. 0-0 à la mi-temps alors que Châteauroux n'a pas tiré au but une seule fois des 45 premières minutes. Lens maintient la pression et est récompensée. Le corner de Salli repoussé dans l'axe. Le ballon est renvoyé par Baal sur Chavarria qui dévie pour Gbamin au point de penalty. En pivot, le jeune défenseur se retourne et envoie une lourde frappe du gauche qui ne laisse aucune chance à Bonnefoi (51e). Les Berrichons vont finir la rencontre à dix avec l'expulsion de Sambou coupable d'un excès d'engagement sur Salli (84e). Pour autant, les joueurs de Jean-Louis Garcia n'abdiquent pas et la tête de Dupuis sur le centre de Bourgeois retombe sur le sommet de la transversale d'Areola. Secoués, les Artésiens réagissent et se mettent définitivement à l'abri. Sur la droite, Bourigeaud centre en retrait vers Touzghar. L'attaquant est repris de justesse mais le cuir revient sur Valdivia à l'entrée de surface dont l'enroulé du droit bat Bonnefoi (89e). Une victoire 2-0 logique tant les Lensois ont dominé leurs adversaires et qui leur permet de passer 2e toujours à quatre points de Metz et cinq d'avance sur le 4e, Troyes.
Alors que les résultats de la veille lui sont favorables (nuls d'Angers et Dijon et défaite de Troyes), le RC Lens qui n'a plus gagné à l'extérieur en Championnat depuis la 4e journée contre Laval (0-2), se déplace deux journées de suite, en commençant par Nancy sur synthétique. Les Lorrains qui restent sur 4 victoires sur leurs 5 derniers matchs affichent leurs ambitions dès le début de rencontre. Peu avant la mi-temps, Kantari se rend coupable d'une main dans la surface sur un centre qui est sanctionné d'un penalty. Cuvillier, ancien lensois et natif de la région, exécute une panenka parfaite pour battre Areola (40e). Si les Artésiens affichent de meilleures intentions au retour des vestiaires, c'est Nancy qui n'est pas loin de marquer. Sur un dégagement de la défense locale, Jeannot part en contre avant d'armer une frappe soudaine qui s'écrase sur la transversale d'Areola, battu. Nancy tient sa victoire et après le coup de sifflet final, Gbamin est expulsé pour avoir contesté les décisions de l'arbitre et notamment un penalty oublié pour les siens (90+6e). Lens tombe sur la pelouse synthétique de Nancy 1-0 et recule d'une place au profit d'Angers à cause de la différence de buts et compte désormais 7 points de retard sur Metz.

#### Journées 17 à 18
Le match suivant du RC Lens se déroule à nouveau à l'extérieur, cette fois à Angers, adversaire direct pour la montée en Ligue 1. Les Lensois ouvrent le score en première mi-temps au stade Jean-Bouin sur leur premier tir cadré grâce à Touzghar (15e). Malgré plusieurs occasions angevines, le score n'évolue pas en première mi-temps. De retour des vestiaires, Angers égalise par Yattara (48e). Neuf minutes plus tard, Lens obtient un penalty pour une faute sur Salli que transforme Ljuboja (57e). 1-2, le score n'évolue pas et Lens s'impose, devenant 2e du classement général à quatre points du FC Metz, battu à Tours. Cette victoire lensoise à l'extérieur est la deuxième de la saison, plus de trois mois après celle contre Laval.

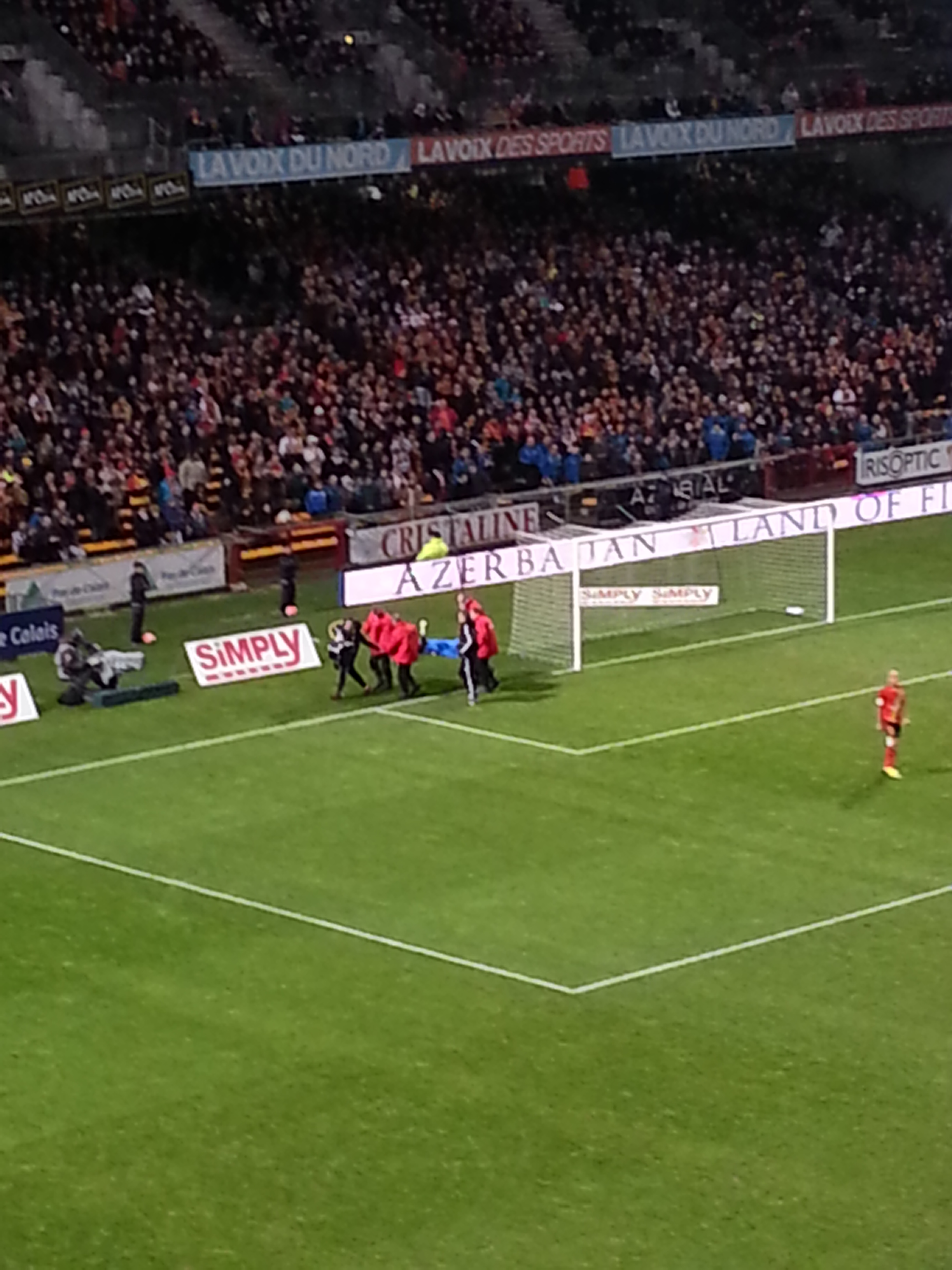
Sortie sur civière d'Alphonse Areola contre Istres (1-2)

Après sa victoire en déplacement, le RC Lens reçoit Istres, 19e et avant-dernier du Championnat qui n'a encore jamais gagné à l'extérieur. Très vite, Lens a la possibilité de prendre l'avantage sur un penalty obtenu par Touzghar. Ljuboja voit sa tentative repoussée par Lejeune. Les visiteurs obtiennent ensuite un penalty pour une faute de Kantari sur Leroy, ancien Lensois. Ce dernier prend ses responsabilités mais Areola sort son tir à son tour. De retour sur le terrain, Istres ouvre le score. Dabo s'échappe sur la gauche et centre en retrait vers Malfleury qui pousse le cuir dans le fond des filets (53e). Deux minutes plus tard, Lens égalise. Ljuboja lance Touzghar à la limite du hors-jeu, qui s'en va battre Lejeune (55e). Istres repart à l'attaque et Areola doit sortir dans les pieds de Diarra qui heurte le nez du gardien lensois. K.O, Areola sort sur civière et laisse sa place à son remplaçant Riou pour la dernière demi-heure. C'est ce même Diarra qui va redonner l'avantage aux siens. La défense locale ne parvient pas à se dégager et le ballon revient sur Keita. Le milieu décale Diarra qui bat Riou sur sa gauche (69e). Soirée de premières à Bollaert puisque Lens enregistre sa première défaite à domicile de la saison, 1-2, tandis qu'Istres l'emporte à l'extérieur pour la première fois de la saison, ce qui relègue Lens à la 3e place avant la trêve hivernale.

#### Journées 19 à 21
En clôture de la phase aller, le RC Lens, éjecté du podium, peut reprendre sa 2e place et rattraper Metz qui a fait match nul (2-2 au Havre) en cas de victoire à Brest, 15e. Après un round d'observation de dix minutes, Lens réussit le contre parfait. À 35 mètres, deux défenseurs bretons se télescopent et rendent le ballon à Salli. Le Camerounais ne se fait pas prier et lance Touzghar à la limite du hors-jeu. L'attaquant accélère, fixe Thébaux et le prend à contre-pied pour ouvrir le score (11e). Brest se réveille et prend le dessus pendant que les contacts se durcissent. Valdivia, K.O, et Salli, touché à une cheville, doivent céder leur place peu après la demi-heure de jeu, obligeant Antoine Kombouaré à effectuer deux de ses trois changements. En deuxième période, le match s'équilibre légèrement mais les locaux maintiennent leur domination et Lens s'en remet à son gardien Areola, salvateur à plusieurs reprises. Le score n'évolue pas malgré les tentatives bretonnes et Lens signe sa deuxième victoire consécutive à l'extérieur en Ligue 2 et remonte sur la deuxième marche du podium à la fin de la phase aller (0-1).
Le RC Lens entame la phase retour du Championnat avec la réception de Dijon, 5e et concurrent direct à la montée. Rien ne se passe comme prévu et Lens se fait cueillir d'entrée. Sur une mauvaise inspiration de Nomenjanahary préférant la passe à la frappe après avoir récupéré le cuir dans les pieds du dernier défenseur, les visiteurs partent en contre. Tavarès décale Bérenguer de la tête qui vient buter sur la défense centrale lensoise. Gastien arrive lancé et reprend d'un magnifique extérieur du droit qui lobe Areola et rentre à l'aide de la transversale (4e). Totalement perdus, les locaux encaissent un deuxième but dans la foulée. Bamba déborde sur la gauche et centre. Tavarès se défait de son marquage pour placer une tête qui bat Areola qui n'a pas encore touché le ballon (6e). Les Artésiens commencent à rentrer dans le match et parviennent à réduire le score. Baal déborde sur la gauche et centre au premier poteau. Chavarria se détend et croise sa reprise de la tête pour battre Lecomte et mettre fin à plus de deux mois sans inscrire le moindre but (25e). 1-2 à la mi-temps et Lens insiste pour égaliser. Diallo se fait éliminer par Ljuboja au milieu de terrain et envoie l'attaquant au sol. L'arbitre n'hésite et brandit directement le carton rouge alors que le défenseur avait déjà été averti (64e). À dix contre onze, les Dijonnais finissent par céder sous les coups de boutoir lensois. Sur la droite de la surface, Le Moigne profite du bon travail de Nomenjanahary pour effacer Gastien avant de centrer fort devant le but et trouver la tête de Touzghar (84e). Les Nordistes reviennent de loin mais perdent tout de même une place à la suite de ce nul 2-2 avant de se tourner vers la Coupe de France et le SC Bastia.
En clôture de la 21e journée, le RC Lens se déplace avec ses recrues Tisserand et El Jadeyaoui à Auxerre, seule équipe que les Nordistes sont parvenus à battre par plus de deux buts d'écart en Ligue 2. Après une minute de jeu, les Sang & Or se créent déjà deux occasions nettes par ses recrues mais sorties par Léon. Touché aux adducteurs, Le Moigne doit céder sa place et son brassard peu avant la mi-temps. Les Artésiens ne sont pas déstabilisés et profite d'une erreur défensive bourguignonne pour ouvrir score. Sur un corner d'El Jadeyaoui, Castelletto se rend coupable d'une faute de main provoquant un penalty. Touzghar ne tremble pas et prend Léon à contre-pied (43e). Dans le temps additionnel, les locaux égalisent. À la suite d'une faute plein axe de Nomenjanahary sur Sawadogo à l'entrée de la surface, Auxerre obtient un coup franc. Kitambala s'approche et enroule sa tentative qui vient se loger dans la lucarne d'Areola, impuissant (45+2e). C'est au tour de Kantari de sortir sur blessure à la pause. La seconde période est tout autant équilibré mais la chance tourne en faveur des Lensois en toute fin de partie. Dans l'axe, El Jadeyaoui centre vers le second poteau. Léon manque sa sortie mais la frappe de Nomenjanahary heurte le poteau. Le ballon revient au point de penalty où Chavarria contrôle et marque dans le but vide (89e). Profitant de la défaite de Metz à Arles-Avignon (1-0) et du nul entre Angers et Dijon (0-0), Lens se replace 2e à deux points du leader lorrain grâce à ce succès 1-2.

#### Journées 22 à 25
À la suite de la défaite de Metz à Niort (2-0) la veille et malgré la victoire d'Angers contre Bastia (1-0), Lens, 3e avant le match, a l'occasion de prendre la tête du championnat en cas de victoire contre Laval, 18e et premier relégable. Peu d'actions ont lieu durant la première période du côté lensois, ces tentatives étant repoussées par le gardien lavallois Cappone. Dans les arrêts de jeu, Robic se présente seul face au gardien lensois Areola et ce dernier remporte le duel. En deuxième mi-temps, les Lensois se créent davantage d'occasions de marquer mais Cappone réalise plusieurs arrêts. Coulibaly, seul devant le but vide, ne cadre pas sa frappe. À l'issue de ce match, Lens est 3e du championnat à 1 point du leader messin et avec 4 points d'avance sur le quatrième, Dijon.

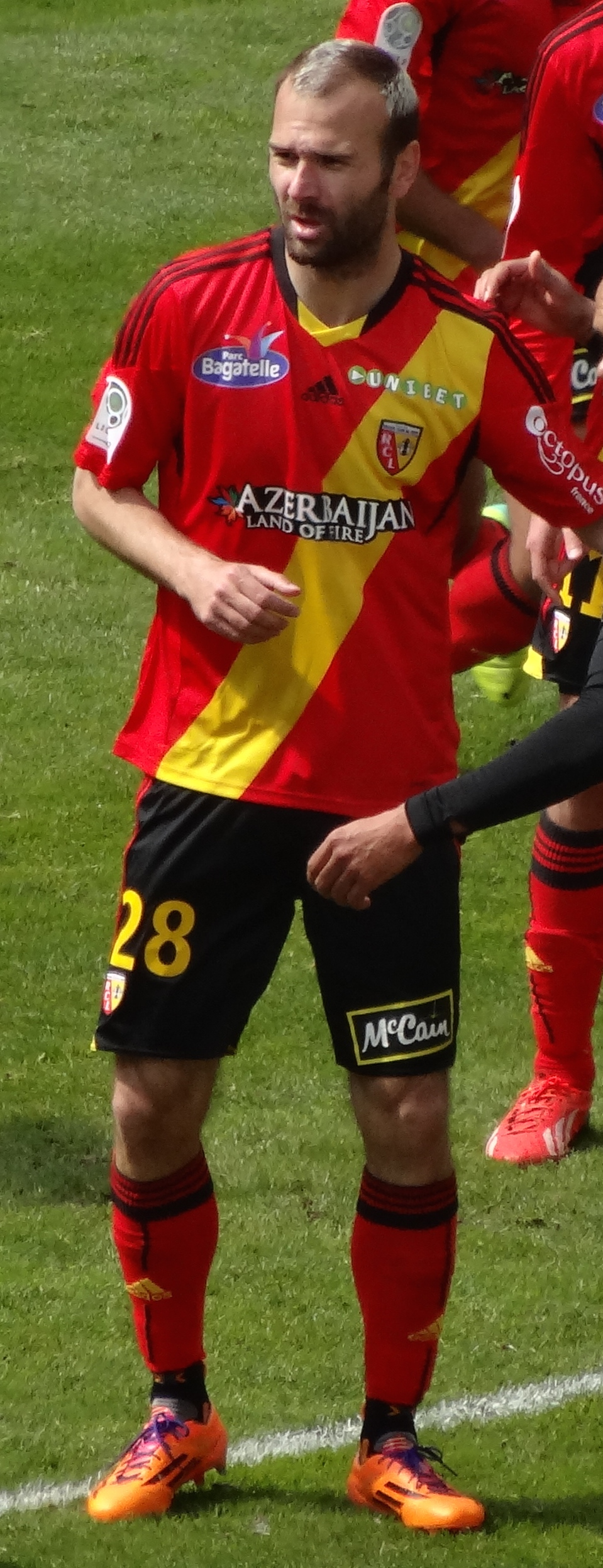
Ljuboja sous le maillot lensois

Le leader messin ayant battu, Caen, concurrent à la montée, la veille (2-1), le RC Lens doit continuer sa bonne série de trois victoires à l'extérieur, avec un déplacement à Troyes cette fois-ci. Le match est pourtant très fermé où les occasions se font très rares. Malgré la présence de nombreux supporters, Lens ne parvient pas à trouver la faille contrairement à Troyes, au terme d'une action assez controversée. Sur une action anodine, Cyprien reste au sol après un contact. Les locaux jouent le contre alors que les Sang & Or avaient sorti le ballon lorsque deux de leurs adversaires étaient touchés. L'ESTAC obtient un coup franc alors que les visiteurs estiment un manque de fairplay de leurs adversaires. À 35 mètres sur la droite, Court enroule du pied gauche et personne ne touche le ballon, ce qui surprend et bat Areola (88e). S'ensuit alors de grosses échauffourées au cours desquelles Riou se fait expulser depuis le banc de touche (88e). La tension est à son comble et chaque contact donne lieu à des explications entre les joueurs. Malgré tout, Lens, 3e, s'incline 1-0 à Troyes et accuse désormais 4 points de retard sur Metz alors qu'Angers, 2e, a vu son match reporté et que l'opposition entre Tours et Nancy peut permettre à l'un d'eux de revenir à 2 points de Lens.
Quatre jours après la victoire à Lyon en Coupe de France, le RC Lens reçoit Le Havre qui l'avait giflé 6-2 au match aller. Malgré l'envie de bien faire pour fêter le 20e anniversaire du groupe des supporters des "Red Tigers" et le dévoilement du nouveau clip qui sera désormais diffusé avant chaque rencontre, ce sont les Normands qui ouvrent le score. Dingomé et Le Bihan se jouent de la défense sur le côté droit. Le premier sert le second à l'entrée de la surface qui bat Areola d'un plat du pied droit (20e). Les Sang & Or ne parviennent pas à reprendre le dessus et Areola sauve les siens à plusieurs reprises. La situation se complique lorsque Coulibaly est averti dans le temps additionnel pour contestations trop véhémente avant que l'arbitre ne sorte immédiatement le carton rouge pour ne pas avoir gardé ses nerfs (90+2e). Réduits à dix, c'est au bout du temps additionnel que les Lensois vont revenir dans la partie comme face à Lyon. Sur un corner de Salli où même Areola est monté, Nomenjanahary, au premier poteau, envoie le cuir dans le petit filet opposé de la tête (90+3e). Avec ce nul 1-1 inespéré, Lens reprend la 3e place empruntée par Dijon trois jours plus tôt et revient à égalité avec Angers qui compte un match en moins.
En clôture de la 25e journée, le RC Lens se déplace à Créteil avec la possibilité de prendre quatre points d'avance sur le 4e et de revenir à la même distance du premier, le FC Metz. Malgré une cascade d'absences comme Yahia, Touré et Coulibaly, suspendus, ou Kantari, Chavarria, Baal et Bourigeaud, blessés, ce sont les Sang & Or qui vont rapidement ouvrir le score. Ljuboja est trouvé dans l'axe dos au but. Le Serbe se retourne et sert El Jadeyaoui à l'entrée gauche de la surface. Sans contrôle, l'ailier lensois fusille I. Ndoye sur sa droite (10e). Quelques minutes plus tard, les Cristolliens reviennent dans la partie. Sur la droite, Lesage adresse un long centre vers le point de penalty où C. Ndoye prend le dessus sur Tisserand pour lober de la tête Areola trop avancé (17e). Dans la foulée, Ljuboja, intenable, pique son ballon au-dessus de la défense pour El Jadeyaoui qui s'écroule dans la surface après une charge de Lesage. Touzghar prendre I. Ndoye à contre-pied sur la droite mais le poteau repousse sa tentative. Au retour des vestiaires, les visiteurs doublent la mise. Gbamin parvient à centrer depuis la droite. Ljuboja récupère au premier poteau, se retourne et envoie le ballon dans le petit filet opposé du pied droit (48e). À l'heure de jeu, sur la copie conforme du but cristollien mais côté gauche cette fois, C. Ndoye reprend le cuir d'une tête piquée qui passe entre les jambes d'Arolea qui dévie la tentative sur sa barre transversale. Les Lensois creusent l'écart à moins de dix minutes de la fin de la partie. Sur un contre côté gauche, N'Diaye résiste à un tacle adverse et centre à mi-hauteur au point de penalty. Pour son premier ballon, Salli reprend du mollet droit pour battre I. Ndoye (81e). Au bout du temps additionnel, Créteil va réduire l'écart. Sur corner, C. Ndoye saute plus haut que Landre et devance la sortie manquée d'Areola pour s'offrir un doublé de la tête (90+5e). Trop tard, Lens s'impose 2-3 à l'extérieur, met quatre points d'avance au 4e, Dijon et recolle Angers, 2e, qui compte toujours un match en moins.

#### Journées 26 à 30
Toujours privé de nombreux joueurs auxquels s'est ajouté le gardien titulaire, Areola, le RC Lens reçoit Tours avec la ferme idée de six points d'avance sur le 4e, Caen, devant 35 208 supporters, record de la saison. Devenu une habitude à domicile, les Lensois encaissent le premier but de la partie. Au milieu de terrain, Berenguer, ancien de la maison, lance Delort en profondeur. L'attaquant prend de vitesse la défense locale et place une demi volée côté opposé malgré l'angle bien fermé par Riou (8e). Démobilisés, les Sang & Or prennent une nouvelle fois l'eau avant le retour aux vestiaires. Adnane est trouvé dans l'axe par Delort. L'attaquant avance puis efface Yahia d'un simple crochet puis crucifie Riou du gauche (39e). Les Lensois reviennent sur terrain avec de meilleures attentions, et, après une nouvelle alerte sur leur but, inversent la tendance en trois minutes. Sur un corner de Salli, Ljuboja dévie le ballon de la tête jusqu'au second poteau où Touzghar surprend Leroy de la tête (70e). Dans la foulée de cette réduction, Coulibaly dévie un long ballon de Ljuboja pour Touzghar qui est fauché par Leroy dans sa surface. Ljuboja ne se fait pas prier et prend le portier à contre-pied pour égaliser (73e). Revigorés et poussés par le public, les Lensois ne sont pas loin de l'emporter mais le score ne bougera plus. 2-2, une nouvelle fois, Lens, toujours 3e, arrache le nul après avoir été mené et possède 4 points d'avance sur les Caennais.
Pour ce choc de la 27e journée, le RC Lens, 3e, se déplace toujours sans son gardien, Areola, blessé, mais surtout sans ses supporters qui ont décidé de boycotter la décision de la préfecture de Moselle de limiter le nombre de fidèles lensois présents à Metz, 1er. Le match démarre doucement et comme à l'aller, Marchal se blesse et doit céder sa place peu après le premier quart d'heure. Les Sang & Or ont frôlé les montants à plusieurs reprises et pensent tenir l'ouverture du score après trente minutes. Sur un corner de Nomenjanahary, Coulibaly marque de la tête, mais voit l'arbitre lui refuser pour une faute sur Choplin alors qu'il semble que ce soit plutôt le défenseur qui déséquilibre l'attaquant. Peu avant la mi-temps, les Lensois se font peur. Le Moigne n'assure pas assez sa passe en retrait et voit N'Gbakoto l'intercepter. L'attaquant messin pique son ballon au-dessus de Riou mais le poteau renvoie le cuir dans les bras du gardien. Score nul et vierge à la pause et le début du second acte et à l'image de la première: équilibrée. Après l'heure de jeu, Lens ouvre finalement le score. Sur un corner de Cyprien envoyé au second poteau, Tisserand propulse le ballon de la tête au fond des filets pour son premier but en pro (69e). Sur l'action suivante, Metz est tout près de revenir dans la partie. Sur un centre venu de la gauche, Yahia et Riou se gênent. L'ancien lensois, Eduardo en profite et place une tête que Riou parvient à sauver sur sa ligne mais le renvoie sur Sakho dont la reprise s'écrase sur le montant avant d'être dégagée par la défense. Sur un nouveau corner, Lens n'est pas loin de doubler la mise, mais la malencontreuse tête de Bussmann est sauvée sur sa ligne par Métanire. 0-1, Lens bat Metz pour la deuxième fois de la saison et inflige au leader sa première défaite à domicile qui ne compte plus que 3 points d'avance sur les Nordistes, 2e tandis qu'Angers, 3 points de retard sur Lens, compte un match en moins.

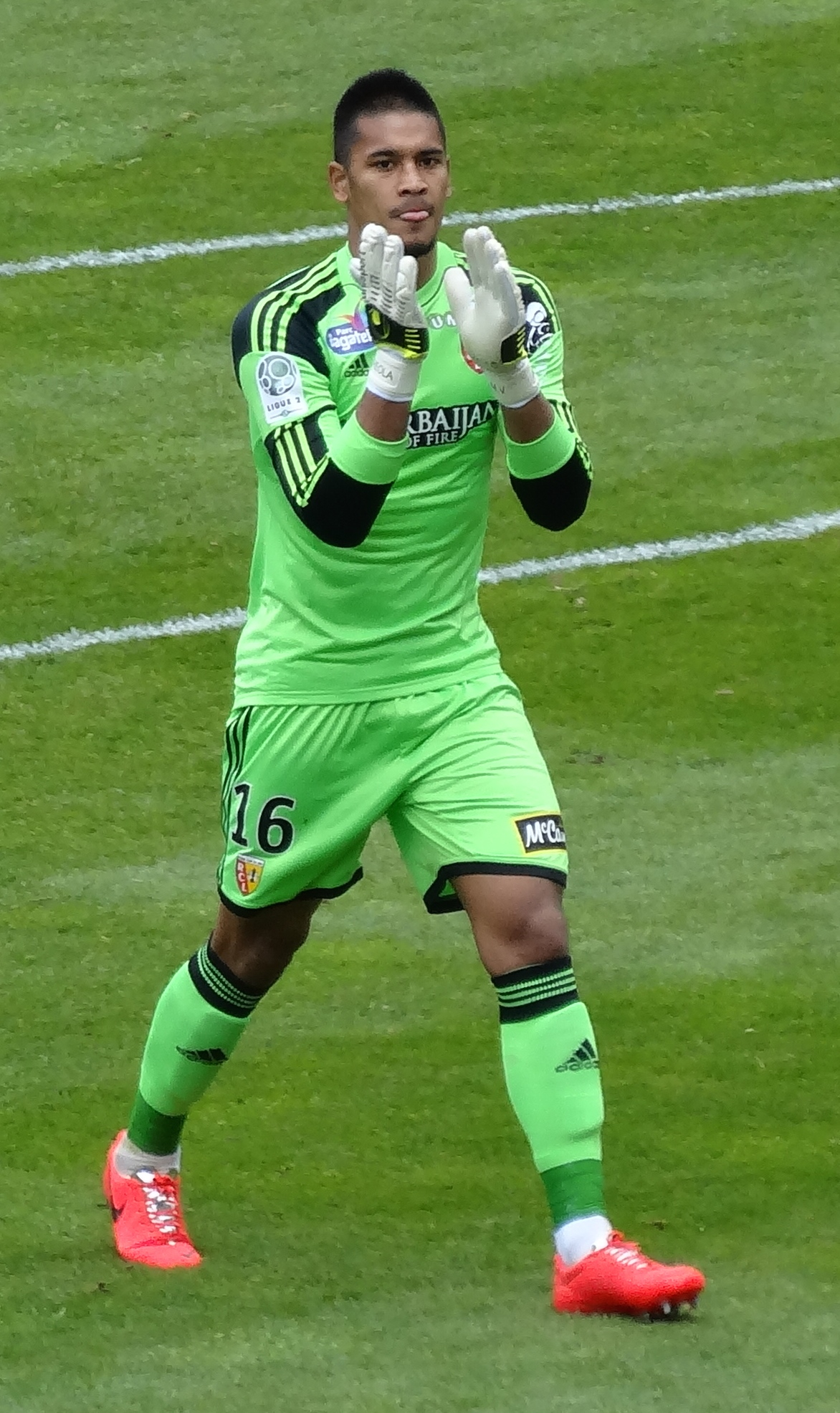
Areola garde les cages lensoises

En clôture de la 28e journée de Championnat, le RC Lens a l'occasion de distancer ses poursuivants avec la réception d'Arles-Avignon. Areola de retour dans les cages lensoises, il manque encore plusieurs titulaires de l'effectif Sang & Or, mais cela n'empêche pas les locaux d'ouvrir le score avant la mi-temps. Sur un long ballon de Touré, Fortès glisse, et voit Touzghar en profiter pour dribbler Butelle et marquer dans le but vide (38e). Deux minutes plus tard, les Lensois enfoncent le clou. Ljuboja se bat pour récupérer un coup franc arlésien repoussé par le mur et enclenche le contre. Le Serbe renverse sur Touzghar à droite. L'attaquant accélère et transmet à Valdivia qui prend Butelle à contre-pied (40e). 2-0 à la pause, et les débats en seconde période restent dominés par les Artésiens qui parviennent à inscrire un troisième but. sur un nouveau contre éclair, Salli déborde sur la gauche avant de repiquer dans l'axe. Le no 10 lensois change le jeu vers Cyprien à droite. Le jeune milieu temporise puis centre fort vers le but où Ljuboja marque de la tête entre deux défenseurs (82e). Avec ce succès 3-0, son premier à domicile depuis quatre mois, Lens reste à 3 points derrière Metz mais prend surtout 5 points d'avance sur Angers, 3e, et 7 longueurs d'avance sur Niort, 4e.
Angers battu 2-1 par Niort la veille, le RC Lens a l'occasion de prendre un peu plus le large en déplacement à Nîmes, 18e et premier relégable. Le match débute mal puisque sur un débordement de Gragnic, Omrani, formé à Lens, récupère à l'entrée de surface et trompe Areola du gauche à ras de terre (5e). Lens rentre dans son match et égalise rapidement. Salli temporise sur la droite et donne à Bourigeaud qui lui remet sur la droite de la surface. Malgré l'angle fermé, Salli croise sa frappe dans le petit filet opposé pour battre Merville (13e). Dans la minute qui suit, les Nîmois reprennent l'avantage. L'ancien Sang & Or, Kovacevic, accélère et s'appuie sur Omrani. Le premier buteur de la partie dévie intelligemment le cuir dans la course de Koura qui se présente seul face à Areola et le trompe d'un plat du pied droit (14e). Le match devient complètement fou et Lens n'est pas loin d'égaliser sur l'action suivante. Au bout d'une longue course, Tisserand se retrouve à l'entrée de la surface et enroule sa frappe du gauche qui s'écrase sur la barre. Touzghar a bien suivi mais sa reprise est contrée par la défense gardoise. Qu'importe, les Lensois insistent et l'égalisation intervient un quart d'heure plus tard. Sur une perte de balle nîmoise, Touzghar récupère le ballon et file sur la droite. Sans solution, l'attaquant rentre dans la surface et pique son ballon au-dessus de la sortie de Merville malgré l'angle fermé une nouvelle fois (32e). La deuxième période débute sur le même rythme. Gragnic a un bon coup franc sur la gauche de la surface. La tentative enroulée du milieu de terrain trouve le poteau d'Areola avant d'être accompagnée en corner par le gardien. Les Crocodiles ne tardent pas à reprendre l'avantage. Sur un nouveau coup franc de Gragnic, Sartre, autre ancien lensois devenu Nîmois, prend le meilleur sur la défense et catapulte le ballon de la tête dans le fond des filets (53e). Dans ce match de folie, les Artésiens égalisent moins de cinq minutes plus tard. Sur un une-deux entre Salli et Baal à l'entrée de la surface, ce dernier, capitaine en l'absence de Le Moigne, prend sa chance et voit son tir détourné, par Poulain, lober Merville (57e). Peu après, Touré cherche Ljuboja au point de penalty. L'attaquant serbe est trop court et Merville est tout heureux de voir le ballon dévié par son poteau. Lens n'est pas loin de marquer le quatrième but. Sur un corner mal dégagé, Salli récupère le cuir et déborde. Il transmet à Tisserand qui s'enfonce dans la surface. Sa frappe décroisée du défenseur trouve le poteau, son deuxième personnel de la partie. À cause ses trois anciens joueurs, impliqués sur les trois buts encaissés, Lens fait match nul 3-3 à Nîmes et compte 5 points d'avance sur Niort, nouveau 3e et 6 sur Angers, 4e, mais laisse encore une s'échapper Metz à 5 longueurs après sa victoire deux jours plus tard.
À la suite du nul entre Metz et Angers (2-2), le RC Lens a l'occasion, en cas de victoire, contre Clermont, de revenir à 2 points du leader et de prendre 8 longueurs d'avance sur le 3e et le 4e. Tout commence parfaitement puisqu'au bout de quelques minutes de jeu, Ljuboja obtient un bon coup franc à l'entrée de la surface, légèrement sur la droite. Le Serbe s'en charge et contourne le mur d'une astucieuse frappe au sol qui vient taper le poteau de Farnolle avant de rentrer (5e). Cinq minutes plus tard, Lens se fait piéger. Nkololo, au milieu de terrain dévie un ballon de la tête pour lancer Saadi. L'attaquant est couvert par le mauvais alignement de la défense lensoise et gagne son face-à-face avec Areola (10e). Lens domine les échanges mais tombe sur un Farnolle en grande forme. Pire encore lorsque Yahia, de retour de blessure après trois semaines d'absence, doit sortir à la suite d'une mauvaise réception. Après la pause, les Sang & Or se créent une énorme double occasion. À la suite d'un long rush de Baal, Touzghar est servi à l'entrée de surface. L'attaquant accélère sur la droite et parvient à piquer son ballon au-dessus de Farnolle. Imorou a bien suivi et sauve les siens d'un geste acrobatique sur sa ligne. Le ballon revient au point de penalty où Baal reprend de la tête. Farnolle est une nouvelle fois battu mais Imorou se relève et dégage le ballon de la tête en dernier rempart. Le score n'évoluera plus et Lens doit se contenter d'un nul 1-1.

#### Journées 31 à 34
En déplacement à Caen, qui se bat pour accrocher le trio de tête, le RC Lens peut mettre Angers, 4e à 9 points en cas de victoire, mais ce sera sans Yahia dont le diagnostic de sa sortie sur blessure au match précédent a révélé une rupture du ligament antérieur du genou droit mettant donc fin à sa saison. Dominateurs depuis le début de la partie, les Caennais vont logiquement ouvrir le score après plusieurs échecs face à Areola. L'ancien lensois, Koïta, déborde sur la droite et centre au point de penalty pour Duhamel qui se jette et trompe Areola (33e). Lens qui compte de nombreuses absences en défense devra composer avec une de plus en deuxième période puisque Tisserand cède sa place à la pause. Gbamin l'imitera quelques minutes plus tard. Lens pousse en seconde période et n'est pas loin de revenir au score. Chavarria est seul sur la gauche de la surface et sert Ljuboja au point de penalty. Seul devant le but vide, le Serbe écrase un peu sa reprise. Appiah revient en catastrophe sur sa ligne et dégage le ballon sur le poteau avant de le voir ressortir. Lens ne reviendra pas et Areola évite le pire à plusieurs reprises en se montrant impeccable face aux assauts normands. 1-0, première défaite des Sang & Or depuis deux mois en Ligue 2 et les Nordistes laissent le FC Metz faire un grand pas vers le titre de Champion avec 8 points d'avance.

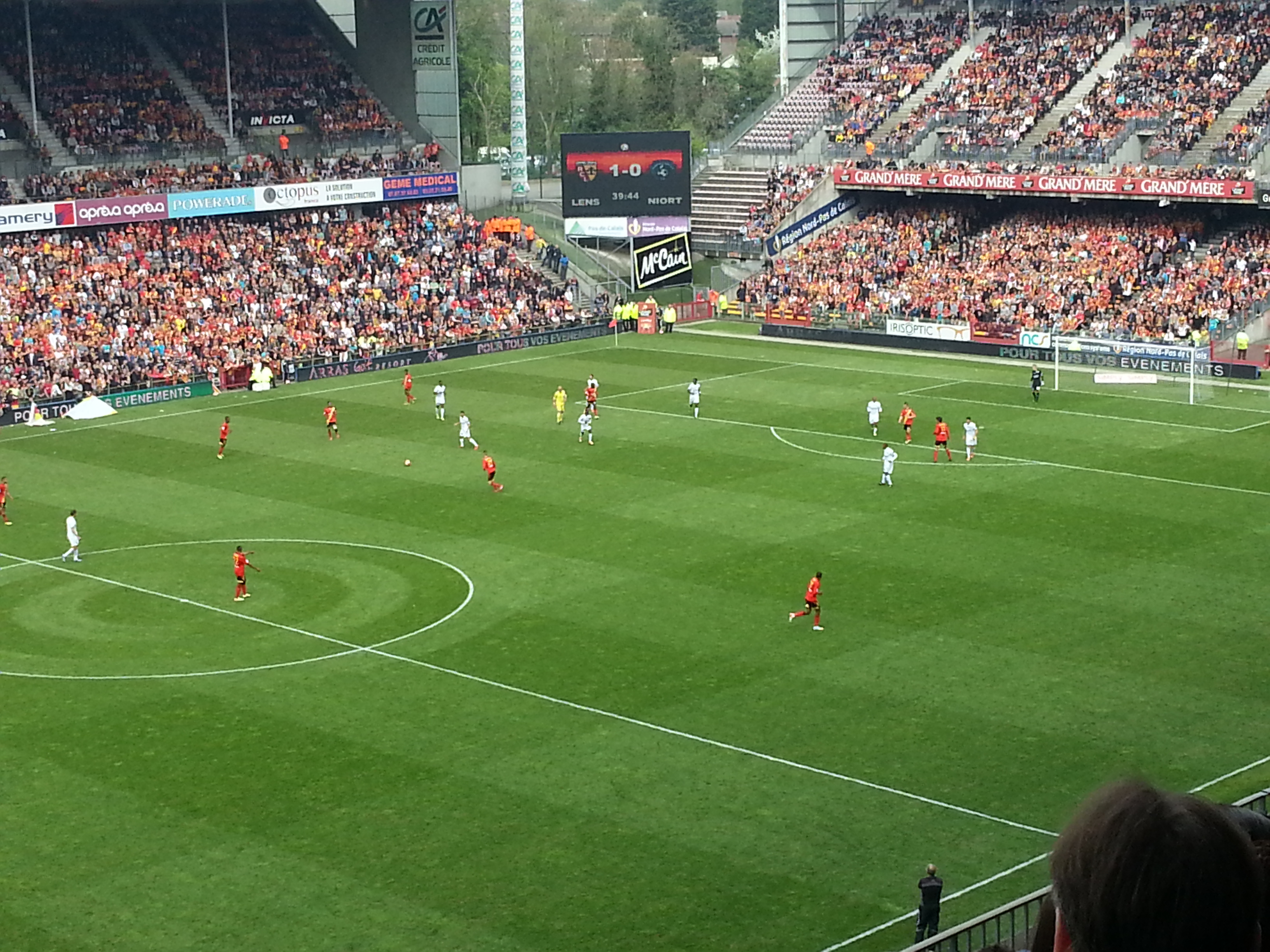
Fin de la rencontre entre le RC Lens et Niort (2-0) devant 37101 spectateurs (record de la saison battu à la rencontre à domicile suivante)

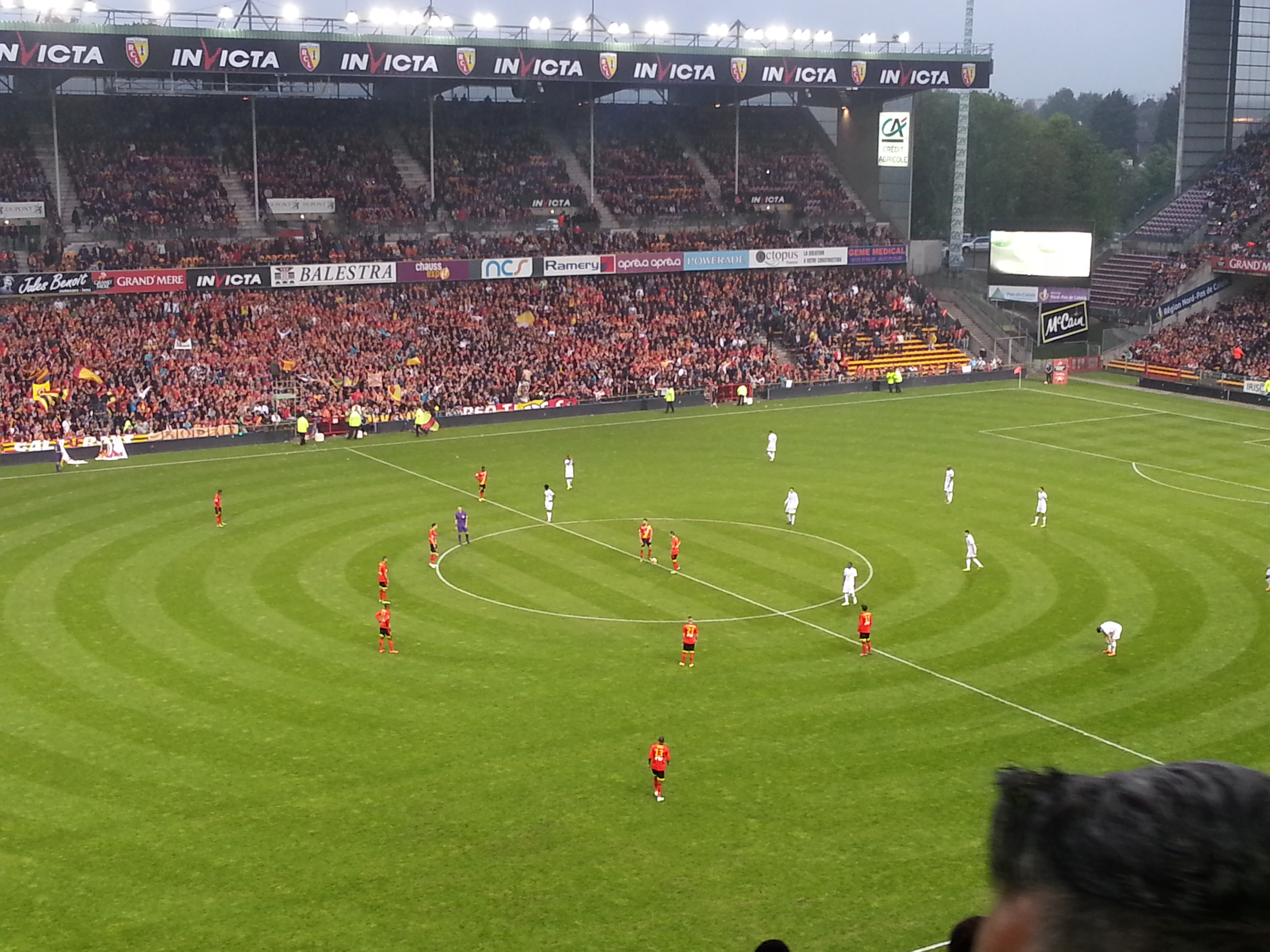
Coup d'envoi entre Lens et Nancy (1-1) devant 40035 spectateurs (nouveau record de la saison et du club en Ligue 2 battu une semaine plus tard)

Devant 37 101 spectateurs (nouveau record de la saison battu à la rencontre à domicile suivante), le RC Lens reçoit Niort, 4e, et doit mettre à distance ses quatre poursuivants qui ne comptent plus que 3 points de retard au coup d'envoi (Caen, Angers, Nancy et donc Niort). Les Lensois ne parviennent pas à rentrer dans leur match et les meilleures occasions sont nîmoises en première période. De retour sur le gazon, les joueurs d'Antoine Kombouaré accélèrent et sont récompensés juste avant l'heure de jeu. Chavarria récupère un ballon mal renvoyé côté droit. L'Argentin centre à l'entrée de surface où Nomenjanahary est plus prompt que Bong pour décroiser sa tête et battre Delecroix (59e). C'est ce même Bong qui se fait expulser moins d'un quart d'heure plus tard pour une seconde faute sur Salli, tout juste entré en jeu (72e). Les Chamois poussent pour arracher le point du nul. Au bout du temps additionnel, Bourigeaud met un grand coup de pied vers l'avant pour soulager les siens. Tous les niortais sont dans le camp lensois et le gardien, Delecroix, sorti loin de ses buts, hésitent à aller à la retombée du ballon et glisse. Parti depuis le milieu de terrain, Touzghar en profite et file jusqu'au but, malgré ses crampes, afin d'enfoncer le clou (90+5e). Les Sang & Or, 2e, se donnent de l'air avec cette victoire 2-0 et possèdent 6 points d'avance sur le quatuor lancé à sa poursuite même si Caen compte un match en moins.
En clôture de la 33e journée, le RC Lens, qui doit prendre des points avant de recevoir notamment Nancy et Angers à l'affut du podium, se déplace à Châteauroux, 16e, qui joue sa survie en Ligue 2. Lens débute tambour battant et ouvre le score grâce à un but chanceux après dix minutes de jeu. Sur un corner de Nomenjanahary, Touzghar, seul au second poteau, manque sa reprise mais laisse traîner son pied droit et contre le dégagement d'Obiang qui finit dans le but de Bonnefoi (12e). Le reste de la première période est assez équilibré et le score n'évolue pas jusqu'à la pause. Malmené jusqu'en milieu de seconde mi-temps, Lens équilibre les débats et se procure plusieurs occasions d'alourdir le score mais bute sur Bonnefoi. Alors que Nomenjanahary n'a pas su doubler la mise, Châteauroux égalise sur l'action suivante. Kinkela est bien lancé sur la droite et centre au second poteau. Bourgeois, esseulé, arrive lancé et bat Areola d'une reprise croisée (78e). 1-1, c'est le score final et Lens ne compte désormais que 4 points d'avance sur Caen, 3e avec un match en moins et sur Nancy, 4e, qui va à Bollaert-Delelis en fin de semaine.
Ce sont 40 035 spectateurs (nouveau record de la saison et record du club en Ligue 2 battu une semaine plus tard) qui se sont massés à Bollaert pour ce choc où le RC Lens reçoit l'AS Nancy-Lorraine, 4e à 4 points au coup d'envoi, quatre jours après son déplacement à Châteauroux. Dans un match rude sur le plan physique où les contacts sont nombreux, aucune des deux équipes ne prend l'avantage au score dans la première période malgré une nette domination nancéienne obligeant Areola à quatre parades décisives. Contre le cours du jeu, ce sont les Lensois qui vont ouvrir le score avec beaucoup de réussite en début de seconde période. Valdivia est trouvé à 25 mètres et dévisse complètement sa tentative du gauche. Chavarria a bien suivi au second poteau et intercepte cette frappe ratée avant de contrôler et d'ajuster Nardi de près (52e). Les Lorrains reprennent le dessus et égalisent un quart d'heure plus tard. Sur un long ballon, Moukandjo reçoit le ballon sur la droite de la surface. L'attaquant décale Louis, esseulé, plein axe. Areola sort mais manque le cuir et permet à Louis d'égaliser dans le but vide (68e). Avec ce nul 1-1, Lens garde 4 points d'avance sur son adversaire du soir, nouveau 3e, devant Caen qui compte deux matchs en moins dont un face à Angers, 5e, alors que le FC Metz a officialisé sa montée en Ligue 1.

#### Journées 35 à 38

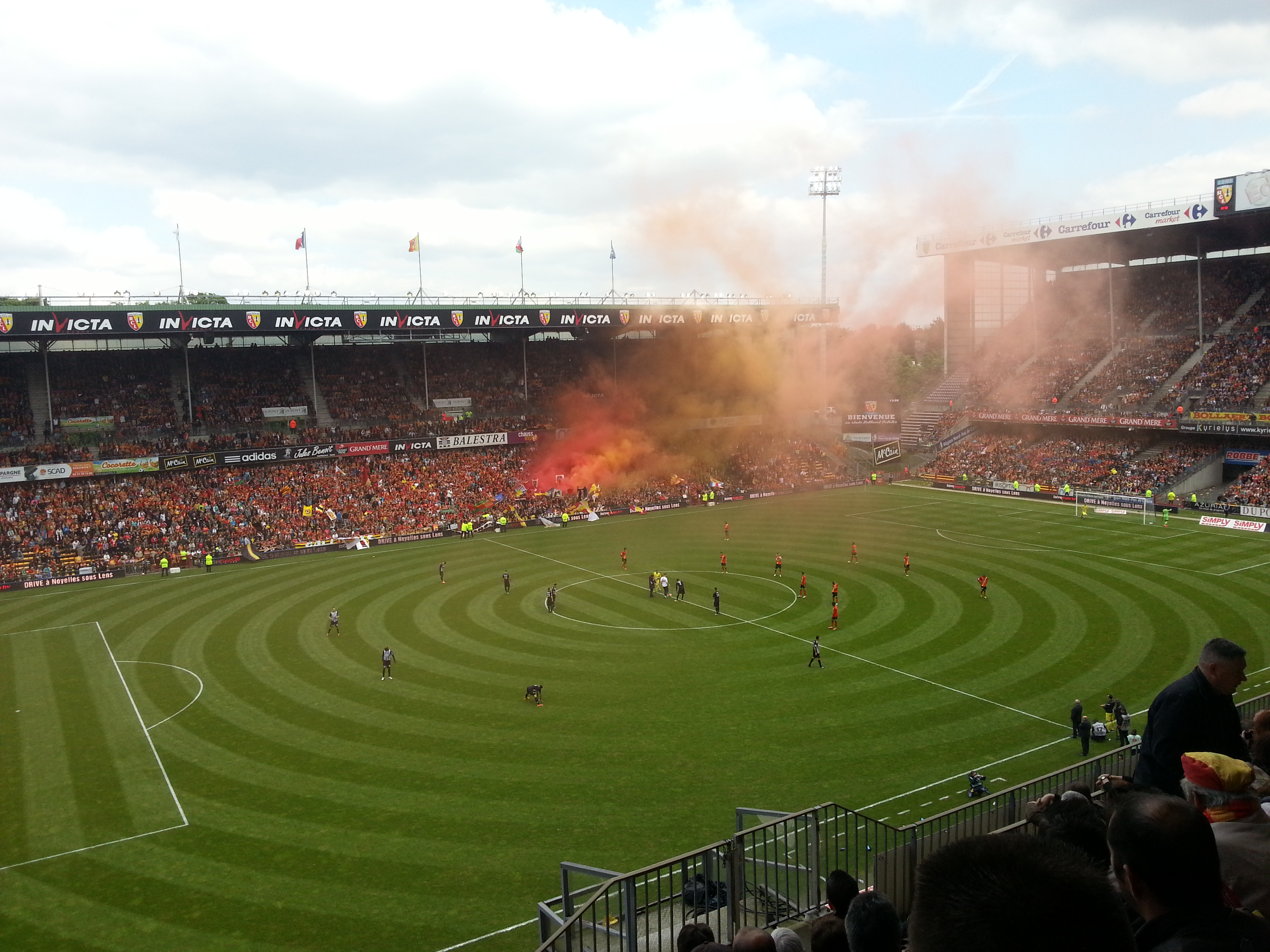
Coup d'envoi de la rencontre entre le RC Lens et le SCO d'Angers (0-0) devant les 40266 spectateurs de Bollaert (nouveau record de la saison et record du club en Ligue 2 battu la semaine suivante)

Après les victoires de Caen contre Bastia (6-1), de Nancy contre Istres (3-1) et de Niort contre Auxerre, le RC Lens est descendu de la 2e marche du podium qu'il occupait depuis le 27e journée et voit Nancy et Niort avec respectivement 1 et 2 points de retard au moment de recevoir Angers, 6e, devant 40 266 spectateurs (nouveau record de la saison et record du club en Ligue 2 battu la semaine suivante). Après un peu plus de dix minutes de jeu, Nomenjanahary est à une trentaine de mètres du but et balance une lourde frappe du gauche qui s'écrase sur la transversale. Les occasions sont dangereuses des deux côtés mais rien n'est marqué au moment de rentrer aux vestiaires. En seconde période, la domination lensoise se fait sentir et Touzghar pense délivrer les siens en toute fin de match mais l'arbitre refuse le but pour une position de hors-jeu. 0-0, Lens peut s'en vouloir et sent de plus en plus la pression nancéienne et niortaise quand les Caennais, 2e, à égalité de points avec les Nordistes, comptent un match en moins.
Caen ayant pris 3 points d’avance la veille en l’emportant à Brest (0-1), le RC Lens, 3e, reste maître de son destin par rapport à Nancy et Niort et à l’occasion de se donner de l’air en déplacement à Istres, 19e, malgré la suspension de Valdivia et les blessures de Touzghar et Ljuboja, mais soutenu par près de 250 supporters à qui les joueurs ont payé le déplacement. Entreprenants dès le début, les Nordistes sont logiquement récompensés. Sur la gauche, Nomenjanahary efface facilement Keita. Sur son pied droit, le Malgache tire en direction du but et voit Salli dévier subtilement la trajectoire du ballon pour tromper Balijon (11e). Les Provençaux réagissent quelques minutes plus tard mais la frappe de Diarra s'écrase sur le poteau, rien ne bouge jusqu'à la fin de la première période. Au retour des vestiaires, le coup d’envoi est à peine donné que les ‘’Sang & Or’’ doublent la mise. Coulibaly perfore la défense sur la gauche de la surface et centre à ras de terre. Salli surgit et s’offre un doublé (46e). Déchaînés, les Artésiens enfoncent le clou quelques minutes plus tard. Salli, encore lui, est trouvé sur la droite cette fois-ci et adresse un centre fort à ras de terre pour Nomenjanahary qui triple la mise (50e). Un quart d’heure plus tard, Lens coule définitivement les Istréens. Sur une touche côté droit, Bourigeaud dévie de la tête pour Salli à l’entrée de la surface. Le Camerounais contrôle de la poitrine dos au but avant de lancer Nomenjanahary dans l’axe d’une retournée à l’aveugle. Le gaucher ne se pose aucune question et reprend de volée pour s’offrir un doublé à son tour (64e). Le festival lensois continue. Coulibaly, bien servi par Salli qui distribue son troisième caviar, élimine son défenseur à l’entrée de la surface sudistes et trompe Balijon du plat du pied droit (72e). La cauchemar istréen continue avec un penalty consécutif à une main de Tardieu dans sa surface. N’Diaye se porte volontaire pour le tirer et prend le portier à contre-pied sur sa gauche (78e). Les locaux se créent enfin une occasion en deuxième période. Sur son coup franc, Chafik enroule le cuir en direction de la lucarne mais Areola le détourne sur son poteau. Cela a le don de réveiller Istres puisque les Sudistes sauvent l’honneur. À la suite d'un corner, Leroy récupère et décale Tardieu sur sa gauche. Sa demi-volée ratée est interceptée par Malfleury. L’attaquant se retourne et se décale avant de croiser sa frappe qui trompe Areola (90e). Set et match 1-6 pour Lens additionné au nul de Niort à Créteil (1-1) et à la défaite de Nancy à Laval (1-0), les ‘’Sang & Or’’ n’ont plus besoin que d’un point, en cas de contreperformance des deux suiveurs, pour assurer leur montée en Ligue 1.

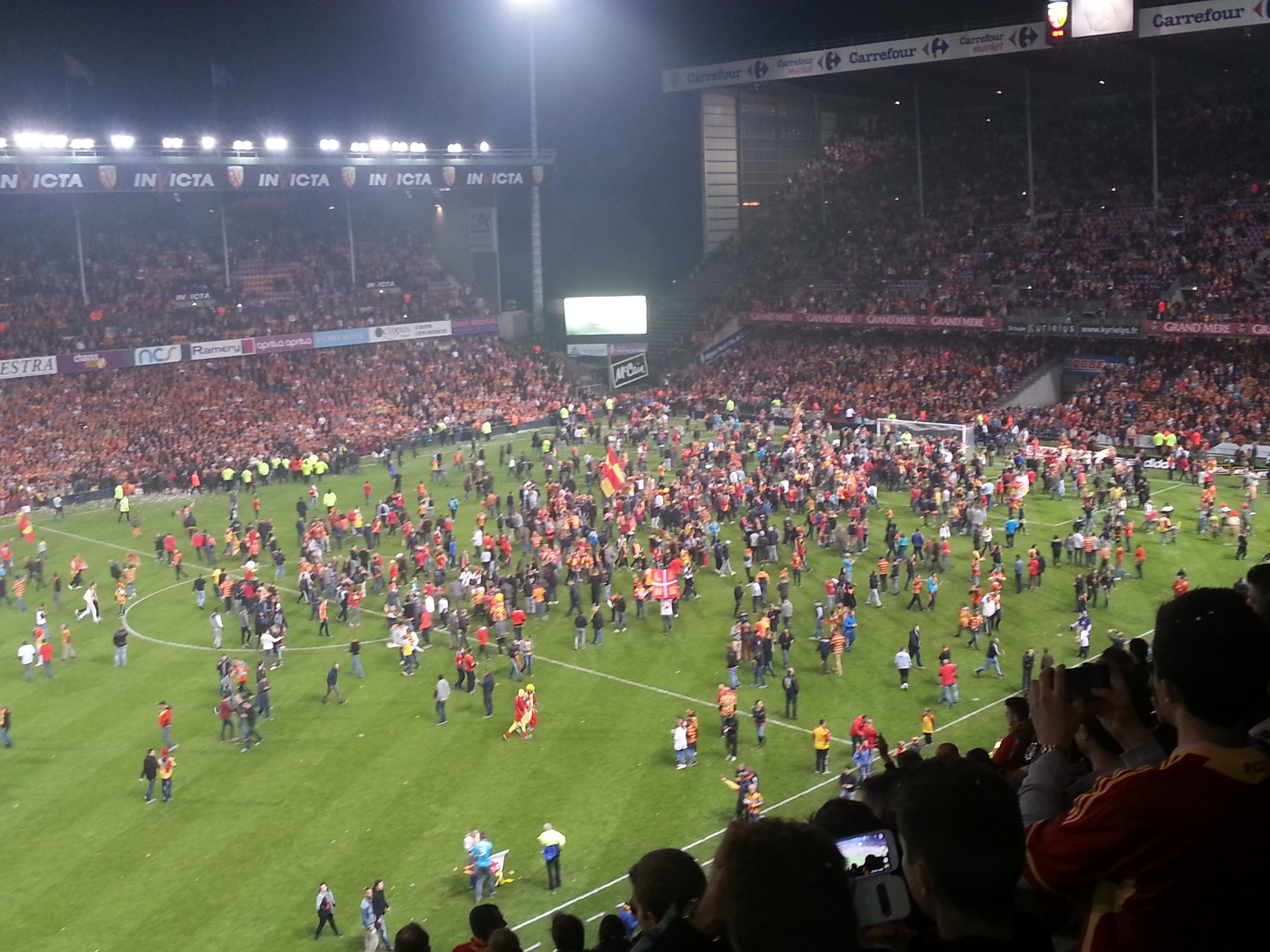
Envahissement du terrain après le coup de sifflet final entre le RC Lens et le Stade brestois (0-1) malgré les 40740 spectateurs présents (nouveau record de la saison et record du club en Ligue 2)

Cette fois, ce sont 40 740 supporters qui ont garni les gradins de Bollaert-Delelis de Lens (nouveau record de la saison et record du club en Ligue 2) et la réception de Brest pour la dernière à domicile cette saison et la dernière dans cette enceinte avant la fin des travaux en vue de l'Euro 2016. Pas de but en première période malgré une domination lensoise mais les occasions les plus dangereuses viennent des Bretons. En seconde mi-temps, Lens est plus dangereux mais ne parvient pas à marquer ce but synonyme de montée. L'arbitre oublie même une main brestoise dans sa surface mais Lens bénéficiera d'un penalty à l'heure de jeu pour une faute sur Coulibaly. Tout Bollaert retient son souffle mais Touzghar voit sa molle tentative être repoussée par Thébaux. Les Brestois jouent en contre et se jouent de la défense lensoise en fin de partie. Ayité est lancé en profondeur. L'attaquant crochète Landre avant de décroiser sa frappe du gauche à ras de terre qui bat Areola (79e). 0-1, le terrain est envahi par des supporteurs en colère qui se battent entre eux et Lens jouera sa montée lors de la dernière journée à Bastia car les Nordistes ne comptent que 2 points d'avance sur Nancy, 4e victorieux d'Angers (3-1) alors que Niort a perdu tout espoir après son nul face à...Bastia (1-1).
Pour cette 38e et dernière journée de Ligue 2, le RC Lens se déplace chez le dernier, le CA Bastia, avec le besoin d’un petit point pour valider sa montée grâce à sa différence de buts très favorable. D’entrée de jeu, les Nordistes montrent qu’ils ne sont pas là pour le point du nul et ouvrent le score. Sur son côté droit, Tisserand enroule son centre vers le point de penalty. Coulibaly surgit et marque d’une tête plongeante décroisée (7e). Lens domine la première période et double la mise juste avant la pause. On retrouve les mêmes acteurs que sur le premier but. Excentré sur la droite au milieu de terrain, Tisserand envoie un long ballon à l’entrée de la surface. Coulibaly se glisse entre les défenseurs et reprend de volée sans rebond pour battre Lombard sur sa droite (44e). En seconde période, le match s’équilibre mais aucune équipe ne parvient à trouver le chemin des filets. Lens s’impose 0-2 et est officiellement en Ligue 1, et profite du nul de Caen à Dijon pour reprendre la 2e place.
Après le match, les joueurs lensois sont accueillis par 1 500 supporters à l'aéroport de Lille-Lesquin à deux heures du matin. Les joueurs sont ensuite reçus en mairie de Lens dans la journée.

### Coupe de France

#### 7etour
Le RC Lens démarre son parcours en Coupe de France à Beauvais, contre l'AFC Creil, pensionnaire de DH, en 6e division, lors du 7e tour.
C'est avec de nombreux absents et son deuxième gardien, Riou, que le RC Lens entame la compétition. Au quart d'heure de jeu, Bourigeaud décale Coulibaly à l'entrée de la surface dont la frappe au sol trouve le poteau de Ntima Nsiemi. La pression lensoise est récompensée lorsque Coulibaly déborde sur la gauche et trouve Touzghar dont la tête au point de penalty tape le montant avant de rentrer (25e). Moins de dix minutes plus tard, Lens double la mise. Sur la droite de la surface, Bourigeaud contrôle joliment un ballon en cloche derrière son pied d'appui. Ce dernier décide de centrer en coup du foulard pour Coulibaly qui remise de la poitrine sur Nomenjanahary. À l'entrée de la surface de réparation sa reprise tendue du gauche bat Ntima Nsiemi (35e). Sur l'engagement, Lens récupère et les rôles s'inversent. Nomenjanahary déborde sur la gauche avant de centrer. Suédois rate son intervention et Bourigeaud, seul dans la surface, en profite pour marquer son premier but en professionnel d'un extérieur dévissé (37e). Après la pause et le changement tactique des Picards, il faut attendre l'heure de jeu pour que les Nordistes trouvent la faille. Sur un coup franc du très actif Bourigeaud, Saint-Ruf place une tête plongeante au point de penalty pour inscrire, lui aussi, son premier but en professionnel (59e). Au bout du temps additionnel, les Sang & Or vont corser l'addition. N'Diaye s'enfonce sur la gauche de la surface et sert Nomenjanahary qui pousse le ballon dans le but vide (90+3e).
Face aux valeureux amateurs creillois, le RC Lens a fait ce qu'il fallait pour s'imposer 0-5 et se qualifier pour le 8e tour de la Coupe de France.

#### 8etour
Pour ce 8e tour de la Coupe de France, le RC Lens se rend à Roye pour affronter l'AS Pays neslois, club évoluant en DH comme son adversaire précédent.
Lens fait respecter son statut peu après dix minutes de jeu. Sur un corner de Valdivia, Coulibaly surgit au premier poteau pour placer sa tête et ouvrir le score (11e). Les Picards ne se laissent pas abattre et obtiennent gain de cause à la suite d'un coup franc neslois mal repoussé, Fleureau reprend du droit à ras de terre pour battre Riou et faire exploser le stade (27e). Peu de rêpit pour les amateurs puisque les Sang & Or reprennent l'avantage dans la foulée. Après un nouveau corner de Valdivia, le ballon lui revient dans les pieds. Le milieu lensois enroule son centre et trouve la tête de Yahia resté aux avant-postes qui bat Ansel (33e). En fin de seconde mi-temps, c'est un coup du sort qui va permettre à Lens de se mettre à l'abri. Bourigeaud enroule son coup franc devant le but et voit le capitaine Garnier propulser le ballon de la tête dans ses propres filets (82e). Puis c'est Landre qui va clore le spectacle. Le défenseur nordiste se bat pour récupérer le ballon sur la droite avant d'envoyer une lourde frappe enroulée du gauche qui va se loger la lucarne droite d'Ansel (88e). Logiquement, le RC Lens se qualifie 1-4 à Nesles et accède donc aux 32e de finale de la compétition.

#### 32ede finale
Le RC Lens début l'année 2014 avec les 32e de finale Coupe de France en se déplaçant à Avranches évoluant en CFA, la 4e division française. Après une première période où les deux équipes se neutralisent, les amateurs avranchinais surprennent les professionnels lensois. Après une première parade de Riou, la défense nordiste peine à se dégager. Bonenfant récupère sur la droite et renvoie dans la boîte. Créhin contrôle de la poitrine pour éliminer Le Moigne et battre Riou du gauche (53e). L'US Avranches réalise le match de Coupe de France par excellence mais à dix minutes de la fin de match les locaux se font rejoindre. Sur un corner de Bourigeaud, Lugier manque sa sortie et voit la tête de Chavarria, repoussée par la transversale, revenir dans les pieds de Coulibaly qui égalise (81e). Avranches craque physiquement et Lens en profite. À la suite d'un dégagement dévissé, Chavarria lance Boulenger sur la gauche. Le centre du latéral gauche trouve Coulibaly qui remet de la tête vers N'Diaye. Le Sénégalais tacle le ballon pour marquer trois minutes après son entrée en jeu (84e). Les Sang & Or marquent un troisième but à la fin du temps règlementaire. Salli déborde à gauche et centre. Sous la pression de Nomenjanahary, Cabon tacle le ballon et trompe son propre gardien (90e). Lens s'est fait peur à Avranches pendant plus de 80 minutes mais s'impose finalement 1-3 et est le premier qualifié pour les 16e de finale de la compétition.

#### 16ede finale
Malgré la réception de Bastia, club de Ligue 1, lors des 16e de finale, Antoine Kombouaré continue de faire tourner son effectif en titularisant Riou, Touré, Bourigeaud, Cyprien, Coulibaly ou encore Boulenger en plus des suspensions de Gbamibn et Kantari. Le RC Lens attaque d'entrée mais ne parvient pas à trouver la faille tandis que les Bastiais jouent par intermittence mais ne sont pas loin d'ouvrir le score lorsque la frappe d'Ilan que Riou détourne sur sa transversale. Il faut attendre l'heure de jeu pour voir l'ouverture du score corse. Khazri reprendre de la tête un centre de Diakité venu de la droite ne laissant aucune chance à Riou (62e). Poussés par un public en folie, les Sang & Or parviennent à égaliser juste avant la fin du match. Cyprien obtient un corner qu'il tire dans la précipitation. Si Yahia passe au travers, Chavarria parvient à le dévier à bout portant pour battre Leca (87e). Les deux équipes s'engagent alors dans une séance de prolongations et Lens continue de prendre d'assaut le but adverse. Sur un long ballon de Yahia côté droit, Touré se bat dévie de la tête. N'Diaye récupère aux abords de la surface, se met sur son pied gauche, et décoche une lourde frappe qui se loge dans la lucarne, faisant exploser Bollaert (94e). Plus rien n'est marqué, Lens tient sa qualification pour les 8e de finale grâce à cette victoire 2-1.

#### 8ede finale
Pour les huitièmes de finale, le RC Lens se déplace à Lyon, une des meilleures formations de Ligue 1, pour tenter d'obtenir le dernier le billet pour les quarts de finale où Monaco l'attend. Titularisé en lieu et place de Riou habituel titulaire en Coupes qui s'est fait expulser lors de la dernière journée de Championnat, Areola se fait rapidement surprendre. Lopes est servi sur la droite. Il adresse un centre enroulé vers le second poteau où Briand croise une reprise de la tête piquée qui prend le portier lensois à contre-pied (9e). Lyon domine largement la première période mais tombe à plusieurs reprises sur un Areola appliqué. La seconde période s'équilibre et Lens parvient même à inquiéter les locaux sur corners. Dans les arrêts de jeu, sur une des dernières offensives Sang & Or, Coulibaly déborde. L'attaquant se fait sécher sur la gauche par Koné mais se relève avant que Zeffane ne le fauche dans la surface de réparation. Penalty, pour les Nordistes et c'est Valdivia, formé à l'OL, qui le transforme et envoie les deux équipes en prolongation (90+3e). Dominateurs sur corners depuis le début de la partie, c'est par ce biais que les visiteurs prennent l'avantage. Bourigeaud envoie le cuir dans la surface où Gbamin profite de l'hésitation de Vercoutre pour propulser le ballon dans les filets de la tête (94e). Poussés par 2 000 supporters qui ont fait le déplacement, et malgré les crampes de Valdivia et Yahia ou la sortie sur blessure de Cyprien, les Sang & Or conservent leur avance, même réduits à dix. Le RC Lens tient son exploit à Gerland en s'imposant 1-2 et se qualifie pour les quarts où ils se déplaceront au Stade Louis-II de Monaco.

#### Quart de finale

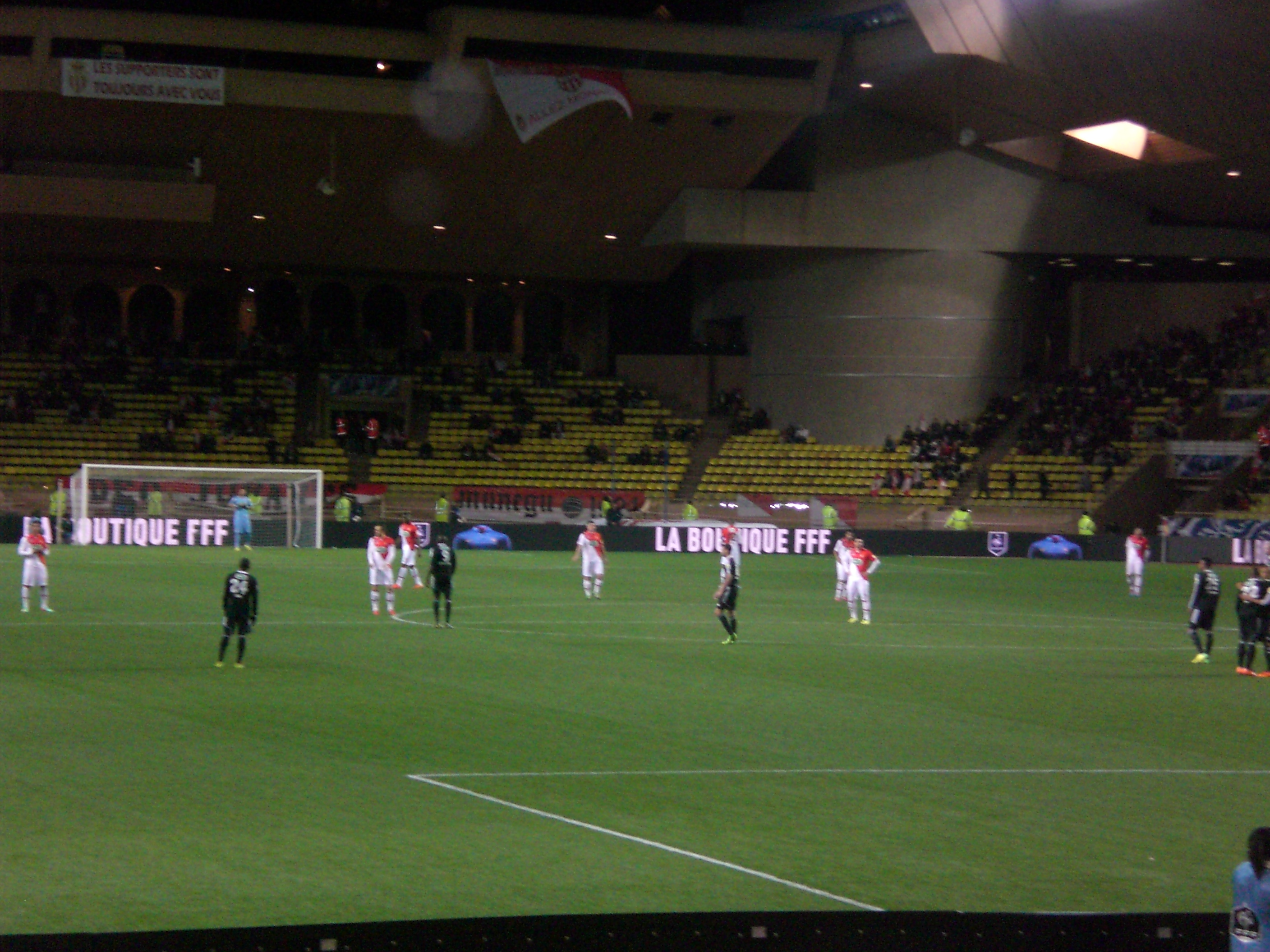
Coup d'envoi du quart de finale face à l'AS Monaco (6-0) au Stade Louis-II.

En quart de finale de la Coupe de France, le RC Lens se déplace chez l'ogre monégasque, 2e de Ligue 1, accompagné de 1500 supporters. Sans Yahia, Areola, Kantari, Le Moigne ou Touzghar, les Nordistes encaissent rapidement le premier but. Sur un centre au sol de Fabinho de la droite, Dirar reprend au second poteau et voit Ocampos accompagner le cuir dans le but, malgré une position de hors-jeu (18e). Les Lensois essayent tant bien que mal de se mettre au niveau de leur adversaire, mais Monaco est bien plus réaliste et double la mise peu avant la mi-temps. Au retour des vestiaires, Lens pense réduire l'écart mais le but de la tête de Coulibaly est refusé pour une position de hors-jeu de Ljuboja venu disputer le ballon. La machine monégasque se remet en route dans la foulée. Dos au but à l'entrée de la surface, Berbatov décale Rivière en une touche. Sur la droite, l'attaquant remet immédiatement dans l'axe où Berbatov, libre de tout marquage, reprend à bout portant (41e). Le cauchemar reprend dès le début de la seconde période. Berbatov lance Rivière en profondeur. Landre est facilement battu et l'attaquant monégasque glisse le ballon sous Riou, impuissant (53e). Moins de cinq minutes plus tard le Racing est une nouvelle fois puni. Obbadi se charge d'un coup franc aux abords de la surface, côté gauche. Le Marocain envoie la sphère au deuxième poteau où Fabinho, complètement oublié par la défense lensoise, prend le temps de contrôler avant de fusiller Riou de près (57e). Les Artésiens prennent une nouvelle fois l'eau moins de dix minutes après le dernier but. Dirar déborde sur la droite et envoie le ballon devant le but. Ocampos, une nouvelle fois sans marquage, surgit et prend Riou à contre-pied (66e). Les Sang & Or parviennent à stopper l'hémorragie pendant près d'une vingtaine de minutes mais craque une fois de plus. À la suite d'un poteau de Martial, Kondogbia, formé à Lens, récupère le ballon et change le jeu sur la gauche. Ocampos est donc servi et choisit de centrer fort devant le but. Kondogbia tente de dévier le ballon et surprend Landre qui le détourne sur le poteau et bat son propre portier (85e). 6-0, le score est lourd et le chemin du RC Lens en Coupe de France s'arrête sur Rocher et oblige les Nordistes à se reconcentrer sur l'objectif prioritaire du club, la montée en Ligue 1.

### Coupe de la Ligue

#### 1ertour
Le RC Lens joue son premier match de Coupe de la Ligue chez un sérieux client à la montée, Angers SCO. N'étant pas un objectif prioritaire pour le club, Kombouaré aligne un effectif largement remanié en se passant notamment des services de Nomenjanahary, Yahia, Ljuboja ou du capitaine Le Moigne, et en laissant sur le banc Areola, Chavarria et Touzghar. Bien que dominés, les Sang & Or obtiennent un penalty provoqué par la dernière recrue, Coulibaly, et transformé par l'habituel tireur, Valdivia (32e). Après la pause, les locaux accélèrent et trouvent la barre d'un Riou battu, par l'intermédiaire de Thomas. Buteur, Valdivia manque sa remise de la tête à son gardien et oblige ce dernier à commettre une faute dans sa surface qu'Ayari se charge de valider (67e). N'arrivant pas à se départager l'un de l'autre, les deux formations entament alors les prolongations et le jeune Gbamin connait la première expulsion de sa carrière en début de seconde période (106e). En infériorité numérique le Racing va profiter d'une grossière erreur de la défense angevine pour inscrire le but de la qualification par l'intermédiaire de Touzghar entré en jeu huit minutes plus tôt (114e). Le RC Lens accède donc au 2e tour de la compétition avec cette victoire 1-2 après prolongations.

#### 2etour
Pour son deuxième match de Coupe de la Ligue, le Racing Club de Lens reçoit le promu cristolien. À l'instar du tour précédent, Kombouaré fait tourner son effectif et laisse au repos Yahia, Ljuboja, Le Moigne comme face à Angers, mais aussi Chavarria, son meilleur buteur, tandis qu'Areola, Cyprien et Touzghar s'assoient sur le banc. Les Lensois ouvrent le score quand Salli, bousculé dans la surface obtient un penalty que transforme Coulibaly, inscrivant son premier but officiel sous ses nouvelles couleurs (13e). Créteil obtient à son tour un penalty à la suite d'une main dans sa surface de Gbamin. Lesage marque et remet les deux équipes à égalité (36e). Lens se met dans une mauvaise posture en début de seconde période à la suite d'un coup franc du buteur Lesage dévié par le mur que Seck reprend de la tête pour battre Riou sur sa droite (49e). Encore pire lorsqu'Essombé, sur un contre, part seul au but pour dribbler le portier nordiste et inscrit le troisième but des siens peu après l'heure de jeu (66e). Lens pousse et recolle au score après un bon débordement de Nomenjanahary qui trouve Ducasse à l'entrée de la surface et dont le magnifique extérieur du pied se loge dans la lucarne du but adverse (79e). Cinq minutes plus tard, Riou rate complètement son dégagement et trouve Lesage à l'entrée du rond central qui contrôle avant d'expédier le cuir dans le but lensois vide (84e). Dans la foulée, Touzghar obtient nouveau penalty que N'Diaye valide (87e). Malgré la réduction de l'écart, Lens s'incline 3-4 à domicile et quitte la 20e édition de la Coupe de la Ligue après sa première défaite de la saison.

### Classement en championnat

#### Résultats par journée
| Journée   | 01 | 02 | 03 | 04  | 05  | 06 | 07 | 08 | 09 | 10 | 11 | 12 | 13 | 14 | 15 | 16 | 17 | 18 | 19 | 20 | 21 | 22 | 23 | 24 | 25 | 26 | 27 | 28 | 29 | 30 | 31 | 32 | 33 | 34 | 35 | 36 | 37 | 38 |
| --------- | -- | -- | -- | --- | --- | -- | -- | -- | -- | -- | -- | -- | -- | -- | -- | -- | -- | -- | -- | -- | -- | -- | -- | -- | -- | -- | -- | -- | -- | -- | -- | -- | -- | -- | -- | -- | -- | -- |
| Terrain   | D  | E  | D  | E   | D   | E  | D  | E  | D  | E  | D  | E  | D  | E  | D  | E  | E  | D  | E  | D  | E  | D  | E  | D  | E  | D  | E  | D  | E  | D  | E  | D  | E  | D  | D  | E  | D  | E  |
| Résultats | V  | N  | V  | V   | V   | D  | N  | D  | V  | N  | V  | N  | V  | N  | V  | D  | V  | D  | V  | N  | V  | N  | D  | N  | V  | N  | V  | V  | N  | N  | D  | V  | N  | N  | N  | V  | D  | V  |
| Points    | 3  | 4  | 7  | 10  | 13  | 13 | 14 | 14 | 17 | 18 | 21 | 22 | 25 | 26 | 29 | 29 | 32 | 32 | 35 | 36 | 39 | 40 | 40 | 41 | 44 | 45 | 48 | 51 | 52 | 53 | 53 | 56 | 57 | 58 | 59 | 62 | 62 | 65 |
| Place     | 6e | 6e | 4e | 1er | 1er | 2e | 2e | 4e | 2e | 3e | 3e | 4e | 3e | 3e | 2e | 3e | 2e | 3e | 2e | 3e | 2e | 3e | 3e | 3e | 3e | 3e | 2e | 2e | 2e | 2e | 2e | 2e | 2e | 2e | 3e | 3e | 3e | 2e |

Source : Liste des rencontres

Terrain : D = Domicile ; E = Extérieur. Résultat: D = Défaite ; N = Nul ; V = Victoire.

## Joueurs et encadrement technique

### Effectif professionnel
L'effectif professionnel de la saison 2013-2014 du Racing Club de Lens, entraîné par Antoine Kombouaré et ses adjoints Yves Bertucci, Michel Dufour et Vincent Lannoy, comporte au total vingt-six joueurs, dont sept internationaux séniors et six formés au club. Jean-Claude Nadon, ancien gardien de but du LOSC notamment, peut compter lors de ses séances d'entraînement spécifique sur trois joueurs, l'expérimenté Rudy Riou, l'espoir Alphonse Areola et le jeune nordiste Samuel Atrous.
Alaeddine Yahia est le joueur le plus ancien de l'effectif professionnel, présent depuis la saison 2008-2009. Au contraire, Alharbi El Jadeyaoui a intégré le plus récemment l'équipe lensoise, en signant son contrat le 22 janvier 2014.
Note : Les numéros 12 et 17 ont été retirés par le club. En effet, le 12 représente le public lensois et le 17 le numéro que portait Marc-Vivien Foé, mort subitement le 26 juin 2003.

### Statistiques

#### Joueurs
| No | Nat. | Nom                   | Championnat | Championnat | Championnat | Championnat | Championnat  | Coupe de France | Coupe de France | Coupe de France | Coupe de France | Coupe de France | Coupe de la Ligue | Coupe de la Ligue | Coupe de la Ligue | Coupe de la Ligue | Coupe de la Ligue | Total | Total | Total | Total  | Total        |
| No | Nat. | Nom                   | MJ          | B           | Pd          | Averti      | Carton rouge | MJ              | B               | Pd              | Averti          | Carton rouge    | MJ                | B                 | Pd                | Averti            | Carton rouge      | MJ    | B     | Pd    | Averti | Carton rouge |
| -- | ---- | --------------------- | ----------- | ----------- | ----------- | ----------- | ------------ | --------------- | --------------- | --------------- | --------------- | --------------- | ----------------- | ----------------- | ----------------- | ----------------- | ----------------- | ----- | ----- | ----- | ------ | ------------ |
| 1  |      | Rudy Riou             | 4           | 0           | 0           | 0           | 1            | 5               | 0               | 0               | 0               | 0               | 2                 | 0                 | 0                 | 1                 | 0                 | 11    | 0     | 0     | 1      | 1            |
| 2  |      | Nicolas Saint-Ruf     | 1           | 0           | 0           | 0           | 0            | 1               | 1               | 0               | 0               | 0               | 1                 | 0                 | 0                 | 0                 | 0                 | 3     | 1     | 0     | 0      | 0            |
| 3  |      | Rémy Bonne            | 0           | 0           | 0           | 0           | 0            | 0               | 0               | 0               | 0               | 0               | 0                 | 0                 | 0                 | 0                 | 0                 | 0     | 0     | 0     | 0      | 0            |
| 4  |      | Ahmed Kantari         | 28          | 1           | 0           | 9           | 0            | 1               | 0               | 0               | 0               | 0               | 2                 | 0                 | 0                 | 0                 | 0                 | 31    | 1     | 0     | 9      | 0            |
| 5  |      | Alaeddine Yahia       | 22          | 1           | 1           | 6           | 0            | 4               | 1               | 0               | 0               | 0               | 0                 | 0                 | 0                 | 0                 | 0                 | 26    | 2     | 1     | 6      | 0            |
| 6  |      | Jérôme Le Moigne      | 33          | 1           | 1           | 7           | 0            | 4               | 0               | 0               | 0               | 0               | 0                 | 0                 | 0                 | 0                 | 0                 | 36    | 1     | 1     | 7      | 0            |
| 7  |      | Yoann Touzghar        | 30          | 12          | 1           | 1           | 0            | 2               | 1               | 0               | 0               | 0               | 2                 | 1                 | 0                 | 0                 | 0                 | 34    | 14    | 1     | 1      | 0            |
| 8  |      | Pierre Ducasse        | 4           | 0           | 0           | 0           | 0            | 1               | 0               | 0               | 0               | 0               | 2                 | 1                 | 0                 | 1                 | 0                 | 7     | 1     | 0     | 1      | 0            |
| 9  |      | Adamo Coulibaly       | 31          | 6           | 2           | 1           | 1            | 6               | 2               | 3               | 0               | 0               | 2                 | 1                 | 0                 | 1                 | 0                 | 39    | 9     | 5     | 2      | 1            |
| 10 |      | Edgar Salli           | 27          | 5           | 8           | 3           | 0            | 4               | 0               | 0               | 1               | 0               | 2                 | 0                 | 0                 | 0                 | 0                 | 32    | 5     | 8     | 4      | 0            |
| 11 |      | Pablo Chavarria       | 32          | 10          | 2           | 5           | 0            | 5               | 1               | 0               | 0               | 0               | 1                 | 0                 | 0                 | 0                 | 0                 | 38    | 11    | 2     | 5      | 0            |
| 13 |      | Alassane Touré        | 16          | 0           | 1           | 2           | 0            | 5               | 0               | 1               | 2               | 0               | 0                 | 0                 | 0                 | 0                 | 0                 | 21    | 0     | 2     | 4      | 0            |
| 14 |      | Deme N'Diaye          | 14          | 1           | 1           | 0           | 0            | 5               | 2               | 1               | 0               | 0               | 2                 | 1                 | 0                 | 0                 | 0                 | 21    | 4     | 2     | 0      | 0            |
| 15 |      | Patrick Fradj         | 4           | 0           | 0           | 0           | 0            | 1               | 0               | 0               | 0               | 0               | 1                 | 0                 | 0                 | 0                 | 0                 | 6     | 0     | 0     | 0      | 0            |
| 16 |      | Alphonse Areola       | 35          | 0           | 0           | 0           | 0            | 1               | 0               | 0               | 0               | 0               | 0                 | 0                 | 0                 | 0                 | 0                 | 36    | 0     | 0     | 0      | 0            |
| 18 |      | Pierrick Valdivia     | 27          | 2           | 3           | 3           | 1            | 3               | 1               | 2               | 2               | 0               | 1                 | 1                 | 0                 | 0                 | 0                 | 31    | 4     | 5     | 5      | 1            |
| 19 |      | Baptiste Guillaume    | 0           | 0           | 0           | 0           | 0            | 0               | 0               | 0               | 0               | 0               | 0                 | 0                 | 0                 | 0                 | 0                 | 0     | 0     | 0     | 0      | 0            |
| 20 |      | Lalaina Nomenjanahary | 33          | 4           | 4           | 2           | 0            | 4               | 2               | 1               | 0               | 0               | 1                 | 0                 | 1                 | 0                 | 0                 | 38    | 6     | 6     | 2      | 0            |
| 21 |      | Alharbi El Jadeyaoui  | 9           | 1           | 0           | 1           | 0            | 0               | 0               | 0               | 0               | 0               | 0                 | 0                 | 0                 | 0                 | 0                 | 9     | 1     | 0     | 1      | 0            |
| 22 |      | Jérémie Bela          | 1           | 0           | 0           | 0           | 0            | 0               | 0               | 0               | 0               | 0               | 2                 | 0                 | 0                 | 0                 | 0                 | 3     | 0     | 0     | 0      | 0            |
| 22 |      | Loïck Landre          | 27          | 0           | 0           | 3           | 0            | 5               | 1               | 0               | 1               | 0               | 2                 | 0                 | 0                 | 1                 | 0                 | 34    | 1     | 0     | 5      | 0            |
| 23 |      | Wylan Cyprien         | 23          | 1           | 3           | 4           | 0            | 5               | 0               | 1               | 0               | 0               | 1                 | 0                 | 0                 | 0                 | 0                 | 29    | 1     | 4     | 4      | 0            |
| 24 |      | Ludovic Baal          | 37          | 1           | 2           | 4           | 0            | 3               | 0               | 0               | 0               | 0               | 2                 | 0                 | 0                 | 0                 | 0                 | 42    | 1     | 2     | 4      | 0            |
| 25 |      | Jean-Philippe Gbamin  | 30          | 2           | 1           | 2           | 1            | 4               | 1               | 0               | 0               | 0               | 2                 | 0                 | 0                 | 3                 | 1                 | 36    | 3     | 1     | 5      | 2            |
| 28 |      | Danijel Ljuboja       | 30          | 8           | 5           | 1           | 0            | 3               | 0               | 0               | 0               | 0               | 0                 | 0                 | 0                 | 0                 | 0                 | 33    | 8     | 5     | 1      | 0            |
| 29 |      | Benjamin Bourigeaud   | 16          | 0           | 2           | 3           | 0            | 6               | 1               | 2               | 0               | 0               | 0                 | 0                 | 0                 | 0                 | 0                 | 22    | 1     | 4     | 3      | 0            |
| 30 |      | Samuel Atrous         | 0           | 0           | 0           | 0           | 0            | 0               | 0               | 0               | 0               | 0               | 0                 | 0                 | 0                 | 0                 | 0                 | 0     | 0     | 0     | 0      | 0            |
| 32 |      | Marcel Tisserand      | 12          | 1           | 2           | 3           | 0            | 1               | 0               | 0               | 1               | 0               | 0                 | 0                 | 0                 | 0                 | 0                 | 13    | 1     | 2     | 4      | 0            |
|    |      | Benjamin Boulenger    | 2           | 1           | 0           | 0           | 0            | 5               | 0               | 0               | 2               | 0               | 0                 | 0                 | 0                 | 0                 | 0                 | 7     | 1     | 0     | 2      | 0            |
|    |      | Dimitri Cavaré        | 1           | 0           | 1           | 0           | 0            | 0               | 0               | 0               | 0               | 0               | 0                 | 0                 | 0                 | 0                 | 0                 | 1     | 0     | 1     | 0      | 0            |

| Passeurs              | Total |
| --------------------- | ----- |
| Edgar Salli           | 8     |
| Lalaina Nomenjanahary | 6     |
| Danijel Ljuboja       | 5     |
| Pierrick Valdivia     | 5     |
| Adamo Coulibaly       | 5     |
| Wylan Cyprien         | 4     |
| Benjamin Bourigeaud   | 4     |
| Ludovic Baal          | 2     |
| Deme N'Diaye          | 2     |
| Alassane Touré        | 2     |
| Pablo Chavarria       | 2     |
| Marcel Tisserand      | 2     |
| Dimitri Cavaré        | 1     |
| Alaeddine Yahia       | 1     |
| Yoann Touzghar        | 1     |
| Jérôme Le Moigne      | 1     |
| Jean-Philippe Gbamin  | 1     |

| Buteurs               | Total |
| --------------------- | ----- |
| Yoann Touzghar        | 14    |
| Pablo Chavarria       | 11    |
| Adamo Coulibaly       | 9     |
| Danijel Ljuboja       | 8     |
| Lalaina Nomenjanahary | 6     |
| Edgar Salli           | 5     |
| Pierrick Valdivia     | 4     |
| Deme N'Diaye          | 4     |
| Jean-Philippe Gbamin  | 3     |
| Alaeddine Yahia       | 2     |
| Jean-Philippe Gbamin  | 2     |
| Wylan Cyprien         | 1     |
| Pierre Ducasse        | 1     |
| Jérôme Le Moigne      | 1     |
| Benjamin Boulenger    | 1     |
| Ahmed Kantari         | 1     |
| Benjamin Bourigeaud   | 1     |
| Nicolas Saint-Ruf     | 1     |
| Loïck Landre          | 1     |
| Alharbi El Jadeyaoui  | 1     |
| Marcel Tisserand      | 1     |
| Ludovic Baal          | 1     |

Danijel Ljuboja est le premier buteur lensois de la saison, ayant inscrit sur penalty le seul but de la rencontre opposant son équipe au CA Bastia en ouverture du Championnat (1er journée, victoire 1-0). Yoann Touzghar est le premier à inscrire un but dans le jeu lors de la prolongation de la rencontre Angers-Lens comptant pour la Coupe de la Ligue (1er tour, victoire 2-1). Ce but fait d'ailleurs de lui le premier buteur du club en Coupe de la Ligue. Contre l'AJ Auxerre, le jeune Wylan Cyprien délivre la première passe décisive lensoise cette saison lors de l'égalisation de Yoann Touzghar. Lors de ce même match, Pablo Chavarria devient le premier artésien à réaliser un doublé (3e journée, victoire 4-1). En marquant contre Dijon (2e journée, nul 1-1) et contre Auxerre (3e journée, victoire 4-1), Chavarria devient le premier Lensois à marquer lors de deux matchs de Championnat consécutifs.
Face au FC Metz, Jean-Philippe Gbamin inscrit son premier but au niveau professionnel tandis qu'Edgar Salli devient le premier lensois à distribuer deux passes décisives au cours du même match (9e journée, victoire 3-2). Pierrick Valdivia en fait de même lors de la réception de Caen mais ce dernier les distille toutes les deux dans le premier quart d'heure avant de se faire expulser d'une rencontre qui verra également Wylan Cyprien inscrire son premier but en pro (13e journée, victoire 2-1). Lors de la journée suivante, contre Niort, le jeune Benjamin Boulenger, qui dispute ses premières minutes avec Lens, inscrit son premier but en Ligue 2 quelques secondes après être entré en jeu, relançant les siens qui parviendront à revenir à égalité dans le temps additionnel (14e journée, nul 2-2),.
Pour la dernière compétition dans laquelle le RC Lens est engagé, la Coupe de France, c'est aussi Yoann Touzghar qui est le premier buteur lensois, contre Creil. Il devient d'ailleurs le premier artésien à marquer dans chaque compétition dans lesquelles le club est en lice. Durant ce même match, Lalaina Nomenjanahary sera le premier à inscrire un doublé dans la compétition, tandis qu'Adamo Coulibaly délivrera deux passes décisives et que les jeunes Benjamin Bourigeaud et Nicolas Saint-Ruf inscriront leur premier but au niveau professionnel (7e tour, victoire 5-0). Face à Châteauroux, Pierrick Valdivia inscrit le 700e but du RC Lens en Ligue 2 (15e journée, victoire 2-0). Lors de la réception d'Istres, Danijel Ljuboja manque le premier penalty lensois de la saison tandis qu'Alphonse Areola sort le premier (18e journée, défaite 1-2). En marquant contre Angers (17e journée, victoire 1-2), Istres (18e journée, défaite 1-2) et Brest (19e journée, victoire 0-1), Touzghar devient le premier Sang & Or à trouver le chemin des filets durant trois rencontres de Ligue 2 consécutives. La journée suivante contre Dijon (20e journée, nul 2-2), il récidive portant son total à quatre buts lors des quatre derniers matchs de Championnat. En ouvrant le score sur penalty face à Auxerre (21e journée, victoire 1-2), le no 7 artésien inscrit sa cinquième réalisation en cinq matchs de Ligue 2, de suite. Cette série prend fin au match suivant puisque ne trouvent pas le chemin des filets face à Laval (22e journée, nul 0-0), le premier score nul et vierge à Bollaert depuis neuf mois. Le 8 mars 2014, lors du déplacement à Metz, Marcel Tisserand inscrit son premier but en Sang et Or qui est également son premier but en professionnel et contraint Metz à sa première défaite à domicile de la saison (27e journée, victoire 0-1). En Coupe de France contre Monaco, Loïck Landre devient le premier lensois à marquer contre son camp (Quart de finale, défaite 6-0). À domicile contre Clermont, Danijel Ljuboja inscrit un but sur coup franc et devient le premier Artésien à marquer dans cet exercice (30e journée, nul 1-1). Face à Angers, Ludovic Baal dispute son 35e match de la saison et devient le premier lensois, et restera le seul, à disputer 40 matchs toutes compétitions confondues cette saison Contre Istres, Edgar Salli devient le premier lensois à marquer deux buts et offrir trois passes décisives durant la même partie (36e journée, victoire 1-6). Contre Brest, lors du dernier match de la saison à Bollaert qui est également le dernier dans sa configuration actuelle avant les travaux en vue de l'Euro 2016, Yoann Touzghar manque son second penalty de la saison et devient le Lensois à avoir le plus échoué dans cet exercice cette année.
Au terme de la saison 2013-2014, Yoann Touzghar est le meilleur buteur Sang & Or avec 14 réalisations (dont 12 en Championnat qui en fait le 9e meilleur buteur) devant Pablo Chavrria (11) et Adamo Coulibaly (9). Chez les passeurs, c'est Edgar Salli avec 8 passes décisives qui termine sur la plus haute marche du podium (toutes en Championnat qui en fait le 8e meilleur passeur) devant Lalaina Nomenjanahary (6) et Danijel Ljuboja, Pierrick Valdivia et Adamo Coulibaly (5). En étant le seul à participer à toutes les rencontres de Championnat notamment, Ludovic Baal a été le joueur le plus utilisé, à 43 reprises, devant Adamo Coulibaly (39) et Pablo Chavarria et Lalaina Nomenjanahary (38). Avec 2 cartons rouges, Jean-Philippe Gbamin a été le joueur le plus souvent exclu devant Pierrick Valdivia, Adamo Coulibaly et Rudy Riou (1), les seuls autres lensois expulsés cette saison. Ahmed Kantari a été celui qui a été le plus souvent averti, à 9 reprises, devant le capitaine Jérôme Le Moigne (7) et Alaeddine Yahia (6).

#### Équipe
| Compétition       | Débuts                     | Fin de parcours                | MJ | G  | N  | P | Bp | Bc | Diff |
| ----------------- | -------------------------- | ------------------------------ | -- | -- | -- | - | -- | -- | ---- |
| Ligue 2           | 1re journée (4 août 2013)  | 38e journée (16 mai 2014)      | 38 | 17 | 14 | 7 | 58 | 40 | +18  |
| Coupe de la Ligue | 1er tour (7 août 2013)     | 2e tour (27 août 2013)         | 2  | 1  | 0  | 1 | 5  | 5  | 0    |
| Coupe de France   | 7e tour (17 novembre 2013) | Quart de finale (26 mars 2014) | 6  | 5  | 0  | 1 | 16 | 10 | +6   |
| Total             | Total                      | Total                          | 46 | 23 | 14 | 9 | 79 | 55 | +24  |

Au terme de la saison 2013-2014, le RC Lens termine 2e du Championnat, 3e meilleure attaque (58 buts marqués), 6e meilleure défense (40 buts encaissés), 7e meilleure équipe à domicile (35 points, 9 victoires, 8 nuls, 2 défaites, 28 buts marqués et 15 buts encaissés), 2e meilleure équipe à l'extérieur (30 points, 8 victoires, 6 nuls, 5 défaites, 30 buts marqués et 25 buts encaissés) et 10e au classement du fair-play (59 cartons jaunes et 4 cartons rouges).

### Joueurs appelés en sélection nationale A
| Nom                   | Éliminatoires Coupe du monde | Coupe du monde | Matchs amicaux | Préliminatoires Coupe d'Afrique des Nations | Total       |        |              |    |             |        |              |    |             |        |              |    |             |        |              |   |
| MJ                    | But inscrit                  | Averti         | Carton rouge   | MJ                                          | But inscrit | Averti | Carton rouge | MJ | But inscrit | Averti | Carton rouge | MJ | But inscrit | Averti | Carton rouge | MJ | But inscrit | Averti | Carton rouge |   |
| --------------------- | ---------------------------- | -------------- | -------------- | ------------------------------------------- | ----------- | ------ | ------------ | -- | ----------- | ------ | ------------ | -- | ----------- | ------ | ------------ | -- | ----------- | ------ | ------------ | - |
| Alharbi El Jadeyaoui  |                              |                |                |                                             |             |        |              |    |             |        |              |    |             |        |              |    |             |        |              |   |
| Ahmed Kantari         |                              |                |                |                                             |             |        |              |    | 1           | 0      | 0            | 0  |             |        |              |    | 1           | 0      | 0            | 0 |
| Lalaina Nomenjanahary |                              |                |                |                                             |             |        |              |    |             |        |              |    |             |        |              |    |             |        |              |   |
| Deme N'Diaye          |                              |                |                |                                             |             |        |              |    |             |        |              |    |             |        |              |    |             |        |              |   |
| Edgar Salli           |                              |                |                |                                             | 2           | 0      | 0            | 0  | 2           | 1      | 0            | 0  |             |        |              |    | 4           | 1      | 0            | 0 |
| Alaeddine Yahia       | 1                            | 0              | 0              | 0                                           |             |        |              |    | 1           | 0      | 0            | 0  |             |        |              |    | 2           | 0      | 0            | 0 |

## Aspects juridiques et économiques

### Équipementier et sponsors
Pour la troisième saison consécutive, Le RC Lens est toujours équipé par la marque allemande Adidas.
Au niveau du maillot, Invicta, entreprise française spécialisée dans le chauffage au bois, continue son désengagement progressif de la tunique lensoise. En effet, sponsor du club depuis 2007 et sponsor principal de 2008 à 2012, se trouve désormais en dessous du numéro des joueurs, au dos du maillot, après avoir été présente sur le haut du maillot la saison dernière.
Avec l'arrivée de l'azéri, Hafiz Mammadov, à la tête du Racing Club de Lens, c'est la marque Azerbaïdjan Land of Fire qui se situe au centre du maillot Sang & Or, à l'instar de celui de l'Atlético Madrid. Le 23 novembre, lors d'une conférence de presse dirigée par Gervais Martel et Hafiz Mammadov, les patrons du RC Lens annoncent l'arrivée d'un nouveau sponsor qui remplace Azerbaïdjan Land of Fire dès le match de l'après midi. Il s'agit de Baku 2015 European Games correspondant aux Jeux européens 2015 que recevront Bakou et l'Azerbaïdjan du propriétaire lensois, Hafiz Mammadov.
Le Conseil régional du Nord-Pas-de-Calais, sponsor des clubs de la région comme Lille ou Valenciennes, figure toujours sur la manche gauche.
Sur le short, on retrouve la société alimentaire McCain, déjà présente la saison précédente.

## Affluences et télévision

### Affluences
Affluence du Racing Club de Lens à domicile, lors de la saison 2013-2014
Avec une moyenne de 31 016 spectateurs par match, le RC Lens se classe facilement meilleure affluence de Ligue 2 cette saison, mais également 5e meilleure affluence de France derrière Paris (45 420), Lille (38 662), Marseille (38 129) et Lyon (34 414), mais devance Saint-Étienne (30 595). Au classement des tribunes qui récompense le remplissage et l'ambiance dans le stade, le RC Lens remporte le Championnat de France des tribunes de Ligue 2 avec 173 points, devant Angers (147 points) et Nancy (141 points).

### Retransmission télévisée
Le RC Lens étant annoncé comme l'ogre de cette saison, ses matchs ont souvent été décalés. Ainsi, sur ses 38 matchs de Ligue 2, 21 sont diffusés sur BeIN Sports et 17 retransmis sur Eurosport. Un record cette saison car le RC Lens bénéficiant d'un grand nombre de supporters, permet d'enregistrer d'excellentes audiences pour les chaînes. De ce fait, Lens n'a joué qu'à 6 reprises en même temps que les autres équipes. N'ayant disputé que les deux premiers tours de la Coupe de la Ligue, le RC Lens n'a pas bénéficié de retransmission télévisés à l'inverse de son parcours en Coupe de France qui aura vu les Lensois être retransmis à 4 reprises sur Eurosport et son quart de finale contre l'AS Monaco sur France 3.
Pour l'ensemble de la saison 2013-2014, le club nordiste a touché 5 723 858 € de droits TV. Le RC Lens est donc l'équipe de Ligue 2 qui a reçu la plus grosse somme pour l'exercice devant le FC Metz et le SM Caen.